# Liste des communautés d'agglomération par région
Ceci est une liste des communautés d'agglomération par région comprenant certaines données à leur sujet.
D'autres grandes intercommunalités ne sont pas classées ici, bien qu'elles devraient y figurer avec la définition actuelle, car elles ont été constituées en communautés urbaines avant 1999.
Notes - Doublons : Certaines communautés peuvent être à cheval sur plusieurs départements. Elles sont marquées d'un appel de note numéroté (consulter la légende en fin de liste).
| Hauts- · de-France Normandie Île-de- · France Grand Est Bourgogne- · Franche- · Comté Centre- · Val de Loire Pays · de la Loire Bretagne Nouvelle- · Aquitaine Auvergne- · Rhône-Alpes Occitanie Provence- · Alpes- · Côte d'Azur Corse Guyane Guadeloupe Martinique Mayotte Réunion |

## Auvergne-Rhône-Alpes
| Dep. | Nom                                                                  | N°SIREN                                                              | Date création                                                        | Siège                                                                | Président                                                            | Nb com.                                                              | Pop. (2021)                                                          | Superficie (km2)                                                     | Densité (hab./km2)                                                   | Principale(s) ville(s)                                               |
| Intercommunalités intégralement situées en Auvergne-Rhône-Alpes (26)                                                          | Intercommunalités intégralement situées en Auvergne-Rhône-Alpes (26) | Intercommunalités intégralement situées en Auvergne-Rhône-Alpes (26) | Intercommunalités intégralement situées en Auvergne-Rhône-Alpes (26) | Intercommunalités intégralement situées en Auvergne-Rhône-Alpes (26) | Intercommunalités intégralement situées en Auvergne-Rhône-Alpes (26) | Intercommunalités intégralement situées en Auvergne-Rhône-Alpes (26) | Intercommunalités intégralement situées en Auvergne-Rhône-Alpes (26) | Intercommunalités intégralement situées en Auvergne-Rhône-Alpes (26) | Intercommunalités intégralement situées en Auvergne-Rhône-Alpes (26) | Intercommunalités intégralement situées en Auvergne-Rhône-Alpes (26) |
| --- | -------------------------------------------------------------------- | -------------------------------------------------------------------- | -------------------------------------------------------------------- | -------------------------------------------------------------------- | -------------------------------------------------------------------- | -------------------------------------------------------------------- | -------------------------------------------------------------------- | -------------------------------------------------------------------- | -------------------------------------------------------------------- | -------------------------------------------------------------------- |
| Ain | CA du Bassin de Bourg-en-Bresse                                      | 200071751                                                            | 01/01/2017                                                           | Bourg-en-Bresse                                                      | Jean-François Debat                                                  | 75                                                                   | 134405                                                               | 1236.80                                                              | 108,70                                                               | Bourg-en-Bresse                                                      |
| Ain | Pays de Gex Agglo                                                    | 240100750                                                            | 01/01/2019                                                           | Gex                                                                  | Christophe Bouvier                                                   | 27                                                                   | 102027                                                               | 404.90                                                               | 252,0                                                                | Gex, Ferney-Voltaire, Saint-Genis-Pouilly, Divonne-les-Bains         |
| Ain | Haut-Bugey Agglomération                                             | 200042935                                                            | 01/01/2018                                                           | Oyonnax                                                              | Michel Mourlevat                                                     | 114                                                                  | 63434                                                                | 688.80                                                               | 92,10                                                                | Oyonnax                                                              |
| Allier | Vichy Communauté                                                     | 200071363                                                            | 05/12/2016                                                           | Vichy                                                                | Frédéric Aguilera                                                    | 39                                                                   | 84216                                                                | 741.30                                                               | 113,60                                                               | Vichy                                                                |
| Allier | Montluçon Communauté                                                 | 200071082                                                            | 05/12/2016                                                           | Montluçon                                                            | Daniel Dugléry                                                       | 21                                                                   | 59471                                                                | 377.80                                                               | 157,40                                                               | Montluçon                                                            |
| Ardèche | CA Privas Centre Ardèche                                             | 200038933                                                            | 31/12/2013                                                           | Privas                                                               | Laetitia Serre                                                       | 35                                                                   | 39743                                                                | 479.58                                                               | 82,90                                                                | Privas                                                               |
| Ardèche | Annonay Rhône Agglo                                                  | 200072015                                                            | 01/01/2016                                                           | Davézieux                                                            | Simon Plénet                                                         | 29                                                                   | 49674                                                                | 316.30                                                               | 157,10                                                               | Annonay                                                              |
| Cantal | CA du Bassin d'Aurillac                                              | 241500230                                                            | 01/01/2000                                                           | Aurillac                                                             | Pierre Mathonier                                                     | 25                                                                   | 54226                                                                | 491.90                                                               | 110,24                                                               | Aurillac                                                             |
| Drôme | CA Montélimar Agglomération                                          | 242600450                                                            | 01/01/2014                                                           | Montélimar                                                           | Julien Cornillet                                                     | 15                                                                   | 63951                                                                | 370.86                                                               | 172,44                                                               | Montélimar                                                           |
| Drôme | CA Valence Romans Agglo                                              | 200040483                                                            | 01/01/2017                                                           | Alixan                                                               | Nicolas Daragon                                                      | 51                                                                   | 211506                                                               | 851.30                                                               | 248,50                                                               | Valence, Romans-sur-Isère                                            |
| Isère | CA du Pays voironnais                                                | 243800984                                                            | 2000                                                                 | Voiron                                                               | Jean-Paul Bret                                                       | 34                                                                   | 95590                                                                | 367.30                                                               | 260,20                                                               | Voiron                                                               |
| Isère | CA Porte de l'Isère                                                  | 243800604                                                            | 01/01/2007                                                           | L'Isle-d'Abeau                                                       | Jean Papadopulo                                                      | 23                                                                   | 110918                                                               | 245.90                                                               | 451,10                                                               | Bourgoin-Jallieu, Villefontaine, L'Isle-d'Abeau                      |
| Loire | CA Loire Forez                                                       | 244200796                                                            | 05/11/2003                                                           | Montbrison                                                           | Alain Berthéas                                                       | 45                                                                   | 77736                                                                | 734.90                                                               | 105,80                                                               | Montbrison, Saint-Just-Saint-Rambert                                 |
| Loire | Roannais Agglomération                                               | 200035731                                                            | 01/01/2013                                                           | Roanne                                                               | Yves Nicolin                                                         | 40                                                                   | 101302                                                               | 689.30                                                               | 147,0                                                                | Roanne                                                               |
| Haute-Loire | CA du Puy-en-Velay                                                   | 244300018                                                            | 31/12/1999                                                           | Le Puy-en-Velay                                                      | Michel Joubert                                                       | 28                                                                   | 58405                                                                | 453.80                                                               | 128,70                                                               | Le Puy-en-Velay                                                      |
| Puy-de-Dôme | Agglo Pays d'Issoire                                                 | 200070407                                                            | 01/01/2017                                                           | Issoire                                                              | Bertrand Barraud                                                     | 87                                                                   | 56594                                                                | 1017.90                                                              | 55,60                                                                | Issoire                                                              |
| Puy-de-Dôme | CA Riom Limagne et Volcans                                           | 200070753                                                            | 01/01/2017 (CC) 01/01/2018 (CA)                                      | Riom                                                                 | Frédéric Bonnichon                                                   | 31                                                                   | 67978                                                                | 401.80                                                               | 169,20                                                               | Riom                                                                 |
| Rhône | CA de l'Ouest Rhodanien                                              | 200040566                                                            | 01/01/2014 (CC) 01/01/2016 (CA)                                      | Tarare                                                               | Michel Mercier                                                       | 34                                                                   | 50464                                                                | 578.60                                                               | 87,20                                                                | Tarare                                                               |
| Savoie | Grand Lac                                                            | 200068674                                                            | 01/01/2017                                                           | Aix-les-Bains                                                        | Dominique Dord                                                       | 28                                                                   | 78824                                                                | 300.0                                                                | 262,80                                                               | Aix-les-Bains                                                        |
| Savoie | Grand Chambéry                                                       | 200069110                                                            | 01/01/2017                                                           | Chambéry                                                             | Xavier Dullin                                                        | 38                                                                   | 139738                                                               | 526.50                                                               | 265,40                                                               | Chambéry                                                             |
| Savoie | Communauté d'agglomération Arlysère                                  | 200068997                                                            | 01/01/2017                                                           | Albertville                                                          | Franck Lombard                                                       | 39                                                                   | 61757                                                                | 763.60                                                               | 80,90                                                                | Albertville                                                          |
| Haute-Savoie | Annemasse - Les Voirons Agglomération                                | 200011773                                                            | 05/12/2007                                                           | Annemasse                                                            | Christian Dupessey                                                   | 12                                                                   | 93417                                                                | 78.20                                                                | 1 194,90                                                             | Annemasse, Gaillard                                                  |
| Haute-Savoie | Grand Annecy                                                         | 200066793                                                            | 01/01/2017                                                           | Annecy                                                               | Jean-Luc Rigaut                                                      | 34                                                                   | 210423                                                               | 515.0                                                                | 408,60                                                               | Annecy                                                               |
| Haute-Savoie | Thonon Agglomération                                                 | 200067551                                                            | 01/01/2017                                                           | Thonon-les-Bains                                                     | Jean Neury                                                           | 25                                                                   | 93344                                                                | 238.90                                                               | 390,80                                                               | Thonon-les-Bains                                                     |
| Ardèche / Drôme | Arches Agglo                                                         | 200073096                                                            | 01/01/2017                                                           | Mauves                                                               | Frédéric Sausset                                                     | 41                                                                   | 58810                                                                | 498.0                                                                | 118,10                                                               | Tournon-sur-Rhône                                                    |
| Rhône / Ain | CA Villefranche-Beaujolais-Saône                                     | 200040590                                                            | 01/01/2014                                                           | Villefranche-sur-Saône                                               | Pascal Ronzière                                                      | 18                                                                   | 72925                                                                | 167.70                                                               | 435,0                                                                | Villefranche-sur-Saône                                               |
| Isère / Rhône | CA Vienne Condrieu Agglomération                                     | 243800455                                                            | 19/12/2001                                                           | Vienne                                                               | Thierry Kovacs                                                       | 18                                                                   | 67762                                                                | 275.22                                                               | 246,20                                                               | Vienne                                                               |
| Intercommunalités partiellement situées en région Auvergne-Rhône-Alpes dont le siège est situé en Auvergne-Rhône-Alpes (1)    |                                                                      |                                                                      |                                                                      |                                                                      |                                                                      |                                                                      |                                                                      |                                                                      |                                                                      |                                                                      |
| Allier / Nièvre | Moulins Communauté                                                   | 200071140                                                            | 05/12/2016                                                           | Moulins                                                              | Pierre-André Périssol                                                | 44                                                                   | 64257                                                                | 1336.20                                                              | 48,10                                                                | Moulins                                                              |
| Intercommunalités partiellement situées en région Auvergne-Rhône-Alpes dont le siège est situé en Bourgogne-Franche-Comté (1) |                                                                      |                                                                      |                                                                      |                                                                      |                                                                      |                                                                      |                                                                      |                                                                      |                                                                      |                                                                      |
| Saône-et-Loire / Ain | Mâconnais Beaujolais Agglomération                                   | 200070308                                                            | 01/01/2017                                                           | Mâcon (Saône-et-Loire)                                               | Jean-Patrick Courtois                                                | 39                                                                   | 78980                                                                | 298.20                                                               | 264,90                                                               | Mâcon                                                                |

Anciennes
- transformée en métropole : Communauté d'agglomération Grenoble Alpes Métropole (2000-2014)
- transformée en CU :
  - Communauté d'agglomération Saint-Étienne Métropole (2001-2016)
  - Clermont Communauté (1999-2017)
- absorbée par une nouvelle CA :
  - Communauté d'agglomération du Pays Viennois (ou ViennAgglo) (2002-2017)
  - Valence Agglo – Sud Rhône-Alpes (2009-2013) et Communauté d'agglomération du pays de Romans (1997-2013)
  - Communauté d'agglomération de Villefranche-sur-Saône (2006-2013)
  - Communauté d'agglomération de Bourg-en-Bresse (20/10/2000-2017)
  - Communauté d'agglomération montluçonnaise (20/12/2000-2017)
  - Communauté d'agglomération de Moulins (27/11/2000-2017)
  - Communauté d'agglomération de Vichy Val d'Allier (30/12/2000-2017)
  - Communauté d'agglomération du Lac du Bourget (01/01/2007-2017)
  - Communauté de l'agglomération d'Annecy (2001-2017)
  - Communauté d'agglomération du Mâconnais - Val de Saône (2004-2017)
  - Chambéry métropole (2000-2017)
  - Communauté d'agglomération du Bassin d'Annonay (1999-2017)
  - Communauté d'agglomération Grand Roanne Agglomération (1994-2012)

## Bourgogne-Franche-Comté
| Dep. | Nom                                                                     | N°SIREN                                                                 | Date création                                                           | Siège                                                                   | Président                                                               | Nb com.                                                                 | Pop. (2021)                                                             | Superficie (km2)                                                        | Densité (hab./km2)                                                      | Principale(s) ville(s)                                                  |
| Intercommunalités intégralement situées en Bourgogne-Franche-Comté (11)                                                          | Intercommunalités intégralement situées en Bourgogne-Franche-Comté (11) | Intercommunalités intégralement situées en Bourgogne-Franche-Comté (11) | Intercommunalités intégralement situées en Bourgogne-Franche-Comté (11) | Intercommunalités intégralement situées en Bourgogne-Franche-Comté (11) | Intercommunalités intégralement situées en Bourgogne-Franche-Comté (11) | Intercommunalités intégralement situées en Bourgogne-Franche-Comté (11) | Intercommunalités intégralement situées en Bourgogne-Franche-Comté (11) | Intercommunalités intégralement situées en Bourgogne-Franche-Comté (11) | Intercommunalités intégralement situées en Bourgogne-Franche-Comté (11) | Intercommunalités intégralement situées en Bourgogne-Franche-Comté (11) |
| --- | ----------------------------------------------------------------------- | ----------------------------------------------------------------------- | ----------------------------------------------------------------------- | ----------------------------------------------------------------------- | ----------------------------------------------------------------------- | ----------------------------------------------------------------------- | ----------------------------------------------------------------------- | ----------------------------------------------------------------------- | ----------------------------------------------------------------------- | ----------------------------------------------------------------------- |
| Doubs | Pays de Montbéliard Agglomération                                       | 242503886                                                               | 28/10/1999                                                              | Montbéliard                                                             | Charles Demouge                                                         | 72                                                                      | 117614                                                                  | 179.17                                                                  | 656,40                                                                  | Montbéliard, Audincourt, Valentigney                                    |
| Jura | CA du Grand Dole                                                        | 200010650                                                               | 2001                                                                    | Dole                                                                    | Jean-Pascal Fichère                                                     | 42                                                                      | 54718                                                                   | 424.40                                                                  | 128,90                                                                  | Dole                                                                    |
| Jura | Espace Communautaire Lons Agglomération                                 | 243900339                                                               | 10/12/1999                                                              | Lons-le-Saunier                                                         | Jacques Pélissard                                                       | 24                                                                      | 31799                                                                   | 159.82                                                                  | 199,00                                                                  | Lons-le-Saunier                                                         |
| Nièvre | CA de Nevers                                                            | 245804406                                                               | 01/01/2003                                                              | Nevers                                                                  | Denis Thuriot                                                           | 12                                                                      | 67223                                                                   | 266.40                                                                  | 252,30                                                                  | Nevers                                                                  |
| Haute-Saône | CA de Vesoul                                                            | 200023737                                                               | 1969 (District urbain) 2001 (CC) 01/01/2012 (CA)                        | Vesoul                                                                  | Alain Chrétien                                                          | 20                                                                      | 42202                                                                   | 593.20                                                                  | 71,10                                                                   | Vesoul                                                                  |
| Saône-et-Loire | Le Grand Chalon                                                         | 247100589                                                               | 01/01/1994 (CC) 01/01/2001 (CA)                                         | Chalon-sur-Saône                                                        | Sébastien Martin                                                        | 39                                                                      | 113953                                                                  | 551.70                                                                  | 206,60                                                                  | Chalon-sur-Saône                                                        |
| Yonne | CA de l'Auxerrois                                                       | 248900532                                                               | 16/05/2005                                                              | Auxerre                                                                 | Guy Ferez                                                               | 21                                                                      | 63877                                                                   | 345.05                                                                  | 185,10                                                                  | Auxerre                                                                 |
| Yonne | CA du Grand Sénonais                                                    | 248900334                                                               | 1962 (District) 2002 (CC) 01/01/2016 (CA)                               | Sens                                                                    | Marie-Louise Fort                                                       | 27                                                                      | 59487                                                                   | 375.20                                                                  | 158,60                                                                  | Sens                                                                    |
| Territoire de Belfort | Grand Belfort                                                           | 200069052                                                               | 01/01/2017                                                              | Belfort                                                                 | Damien Meslot                                                           | 53                                                                      | 100988                                                                  | 262.0                                                                   | 385,40                                                                  | Belfort                                                                 |
| Côte-d'Or / Saône-et-Loire | CA Beaune Côte et Sud                                                   | 200006682                                                               | 01/01/2007                                                              | Beaune                                                                  | Alain Suguenot                                                          | 53                                                                      | 50456                                                                   | 558.50                                                                  | 90,30                                                                   | Beaune                                                                  |
| Intercommunalités partiellement situées en région Bourgogne-Franche-Comté dont le siège est situé en Bourgogne-Franche-Comté (1) |                                                                         |                                                                         |                                                                         |                                                                         |                                                                         |                                                                         |                                                                         |                                                                         |                                                                         |                                                                         |
| Saône-et-Loire / Ain | Mâconnais Beaujolais Agglomération                                      | 200070308                                                               | 01/01/2017                                                              | Mâcon                                                                   | Jean-Patrick Courtois                                                   | 39                                                                      | 78980                                                                   | 298.20                                                                  | 264,90                                                                  | Mâcon                                                                   |
| Intercommunalités partiellement situées en région Bourgogne-Franche-Comté dont le siège est situé en Auvergne-Rhône-Alpes (1)    |                                                                         |                                                                         |                                                                         |                                                                         |                                                                         |                                                                         |                                                                         |                                                                         |                                                                         |                                                                         |
| Allier / Nièvre | Moulins Communauté                                                      | 200071140                                                               | 05/12/2016                                                              | Moulins (Allier)                                                        | Pierre-André Périssol                                                   | 44                                                                      | 64257                                                                   | 1336.20                                                                 | 48,10                                                                   | Moulins                                                                 |

Anciennes
- transformée en CU puis en ME : Communauté d'agglomération du Grand Dijon (1999-2014)
- absorbée par une nouvelle CA :
  - Communauté de l'Agglomération Belfortaine (01/01/1973-01/01/1999 : District urbain ; 1999-2017 : CA)
  - Communauté d'agglomération du Mâconnais - Val de Saône (2004-2017)

## Bretagne
| Dep. | Nom                                                             | N°SIREN                                                         | Date création                                                   | Siège                                                           | Président                                                       | Nb com.                                                         | Pop. (2015)                                                     | Superficie (km2)                                                | Densité (hab./km2)                                              | Principale(s) ville(s)                                          |
| Intercommunalités intégralement situées en région Bretagne (13)                                            | Intercommunalités intégralement situées en région Bretagne (13) | Intercommunalités intégralement situées en région Bretagne (13) | Intercommunalités intégralement situées en région Bretagne (13) | Intercommunalités intégralement situées en région Bretagne (13) | Intercommunalités intégralement situées en région Bretagne (13) | Intercommunalités intégralement situées en région Bretagne (13) | Intercommunalités intégralement situées en région Bretagne (13) | Intercommunalités intégralement situées en région Bretagne (13) | Intercommunalités intégralement situées en région Bretagne (13) | Intercommunalités intégralement situées en région Bretagne (13) |
| --- | --------------------------------------------------------------- | --------------------------------------------------------------- | --------------------------------------------------------------- | --------------------------------------------------------------- | --------------------------------------------------------------- | --------------------------------------------------------------- | --------------------------------------------------------------- | --------------------------------------------------------------- | --------------------------------------------------------------- | --------------------------------------------------------------- |
| Côtes-d'Armor                                                                                              | Lannion-Trégor Communauté                                       | 200065928                                                       | 1er janvier 2003                                                | Lannion                                                         | Joël Le Jeune                                                   | 60                                                              | 100259                                                          | 904.40                                                          | 110,90                                                          | Lannion                                                         |
| Côtes-d'Armor                                                                                              | Saint-Brieuc Armor Agglomération                                | 200069409                                                       | 1er janvier 2017                                                | Saint-Brieuc                                                    | Marie-Claire Diouron                                            | 32                                                              | 153321                                                          | 600.70                                                          | 255,20                                                          | Saint-Brieuc                                                    |
| Côtes-d'Armor                                                                                              | Guingamp-Paimpol Agglomération                                  | 200067981                                                       | 1er janvier 2017                                                | Guingamp                                                        | Vincent Le Meaux                                                | 57                                                              | 73567                                                           | 1107.70                                                         | 66,40                                                           | Guingamp                                                        |
| Côtes-d'Armor                                                                                              | Dinan Agglomération                                             | 200068989                                                       | 1er janvier 2017                                                | Dinan                                                           | Arnaud Lécuyer                                                  | 65                                                              | 104442                                                          | 974.10                                                          | 107,22                                                          | Dinan                                                           |
| Finistère                                                                                                  | Quimper Bretagne occidentale                                    | 200068120                                                       | 1er janvier 2017                                                | Quimper                                                         | Ludovic Jolivet                                                 | 14                                                              | 101591                                                          | 479.40                                                          | 211,90                                                          | Quimper                                                         |
| Finistère                                                                                                  | Morlaix Communauté                                              | 242900835                                                       | 30 décembre 1999                                                | Morlaix                                                         | Jean Paul Vermot                                                | 27                                                              | 64893                                                           | 680.30                                                          | 95,40                                                           | Morlaix                                                         |
| Finistère                                                                                                  | Concarneau Cornouaille Agglomération                            | 242900769                                                       | 1er janvier 2012                                                | Concarneau                                                      | André Fidelin                                                   | 9                                                               | 51873                                                           | 371.30                                                          | 139,70                                                          | Concarneau                                                      |
| Finistère                                                                                                  | Quimperlé Communauté                                            | 242900694                                                       | 28 décembre 1993                                                | Quimperlé                                                       | Sébastien Miossec                                               | 16                                                              | 56590                                                           | 607.0                                                           | 93,20                                                           | Quimperlé                                                       |
| Finistère                                                                                                  | CA Pays de Landerneau-Daoulas                                   | 242900801                                                       | 26 décembre 1994                                                | Landerneau                                                      | Patrick Leclerc                                                 | 22                                                              | 50 108                                                          | 371,40                                                          | 135                                                             | Landerneau                                                      |
| Ille-et-Vilaine                                                                                            | Saint-Malo Agglomération                                        | 243500782                                                       | 1er janvier 2001                                                | Cancale                                                         | Claude Renoult                                                  | 18                                                              | 86105                                                           | 245.50                                                          | 350,70                                                          | Saint-Malo                                                      |
| Ille-et-Vilaine                                                                                            | Vitré Communauté                                                | 200039022                                                       | 1er janvier 2002                                                | Vitré                                                           | Pierre Méhaignerie                                              | 46                                                              | 82753                                                           | 867.70                                                          | 95,40                                                           | Vitré                                                           |
| Ille-et-Vilaine                                                                                            | Fougères Agglomération                                          | 200072452                                                       | 1er janvier 2017                                                | La Selle-en-Luitré                                              | Bernard Marboeuf                                                | 33                                                              | 57659                                                           | 538.70                                                          | 107,04                                                          | Fougères                                                        |
| Morbihan                                                                                                   | Lorient Agglomération                                           | 245600341                                                       | 1er janvier 2014                                                | Lorient                                                         | Norbert Métairie                                                | 25                                                              | 201024                                                          | 738.71                                                          | 272                                                             | Lorient                                                         |
| Morbihan                                                                                                   | Golfe du Morbihan - Vannes Agglomération                        | 200067932                                                       | 1er janvier 2017                                                | Vannes                                                          | Pierre Le Bodo                                                  | 34                                                              | 175163                                                          | 807.40                                                          | 216,90                                                          | Vannes                                                          |
| Intercommunalités partiellement situées en région Bretagne dont le siège est situé en Bretagne (1)         |                                                                 |                                                                 |                                                                 |                                                                 |                                                                 |                                                                 |                                                                 |                                                                 |                                                                 |                                                                 |
| Ille-et-Vilaine / Loire-Atlantique / Morbihan                                                              | Redon Agglomération                                             | 243500741                                                       | 29 avril 1996                                                   | Redon                                                           | Jean-François Mary                                              | 31                                                              | 67212                                                           | 990.90                                                          | 67,74                                                           | Redon                                                           |
| Intercommunalités partiellement situées en région Bretagne dont le siège est situé en Pays de la Loire (1) |                                                                 |                                                                 |                                                                 |                                                                 |                                                                 |                                                                 |                                                                 |                                                                 |                                                                 |                                                                 |
| Loire-Atlantique / Morbihan                                                                                | CA de la Presqu'île de Guérande Atlantique                      | 244400610                                                       | 30 décembre 2002                                                | La Baule-Escoublac (Loire-Atlantique)                           | Yves Métaireau                                                  | 15                                                              | 76565                                                           | 386.10                                                          | 198,30                                                          | La Baule-Escoublac, Guérande                                    |

Anciennes
- transformée en métropole : Rennes Métropole (2000-2014)
- absorbée par une nouvelle CA :
  - Saint-Brieuc Agglomération (29/10/1999-2017)
  - Quimper Communauté (2000-2017)
  - Vannes agglo (2001-2017)

## Centre-Val de Loire
| Dep. | Nom                                                                | N°SIREN                                                            | Date création                                                      | Siège                                                              | Président                                                          | Nb com.                                                            | Pop. (2021)                                                        | Superficie (km2)                                                   | Densité (hab./km2)                                                 | Principale(s) ville(s)                                             |
| Intercommunalités intégralement situées en Centre-Val de Loire (6)                                      | Intercommunalités intégralement situées en Centre-Val de Loire (6) | Intercommunalités intégralement situées en Centre-Val de Loire (6) | Intercommunalités intégralement situées en Centre-Val de Loire (6) | Intercommunalités intégralement situées en Centre-Val de Loire (6) | Intercommunalités intégralement situées en Centre-Val de Loire (6) | Intercommunalités intégralement situées en Centre-Val de Loire (6) | Intercommunalités intégralement situées en Centre-Val de Loire (6) | Intercommunalités intégralement situées en Centre-Val de Loire (6) | Intercommunalités intégralement situées en Centre-Val de Loire (6) | Intercommunalités intégralement situées en Centre-Val de Loire (6) |
| --- | ------------------------------------------------------------------ | ------------------------------------------------------------------ | ------------------------------------------------------------------ | ------------------------------------------------------------------ | ------------------------------------------------------------------ | ------------------------------------------------------------------ | ------------------------------------------------------------------ | ------------------------------------------------------------------ | ------------------------------------------------------------------ | ------------------------------------------------------------------ |
| Cher | CA Bourges Plus                                                    | 241800507                                                          | 21/10/2002                                                         | Bourges                                                            | Pascal Blanc                                                       | 16                                                                 | 101687                                                             | 417.30                                                             | 243,70                                                             | Bourges                                                            |
| Eure-et-Loir                                                                                            | CA Chartres métropole                                              | 200033181                                                          | 01/12/2000                                                         | Chartres                                                           | Jean-Pierre Gorges                                                 | 46                                                                 | 136831                                                             | 858.30                                                             | 159,40                                                             | Chartres                                                           |
| Indre                                                                                                   | Châteauroux Métropole                                              | 243600327                                                          | 01/01/2000                                                         | Châteauroux                                                        | Gil Avérous                                                        | 14                                                                 | 72542                                                              | 537.90                                                             | 134,90                                                             | Châteauroux                                                        |
| Loir-et-Cher                                                                                            | CA de Blois-Agglopolys                                             | 200030385                                                          | 23/12/2005                                                         | Blois                                                              | Christophe Degruelle                                               | 48                                                                 | 106200                                                             | 792.20                                                             | 134,10                                                             | Blois                                                              |
| Loir-et-Cher                                                                                            | CA Territoires Vendômois                                           | 200072072                                                          | 01/01/2017                                                         | Vendôme                                                            | Pascal Brindeau                                                    | 66                                                                 | 52344                                                              | 1039.60                                                            | 50,30                                                              | Vendôme                                                            |
| Loiret                                                                                                  | Agglomération montargoise et rives du Loing                        | 244500203                                                          | 01/01/2002                                                         | Montargis                                                          | Jean-Pierre Door                                                   | 15                                                                 | 62745                                                              | 231.20                                                             | 271,40                                                             | Montargis                                                          |
| Intercommunalités partiellement situées en Normandie dont le siège est situé en Centre-Val de Loire (1) |                                                                    |                                                                    |                                                                    |                                                                    |                                                                    |                                                                    |                                                                    |                                                                    |                                                                    |                                                                    |
| Eure-et-Loir / Eure                                                                                     | CA du Pays de Dreux                                                | 200040277                                                          | 01/01/2014                                                         | Dreux                                                              | Gérard Hamel                                                       | 81                                                                 | 117 445 (2019)                                                     | 1055.70                                                            | 109,40                                                             | Dreux                                                              |

Anciennes
- transformée en CU :
  - Communauté d'agglomération de Tours (2000-2017)
  - Communauté d'agglomération Orléans Val de Loire (2002-2017)
- absorbée par une nouvelle CA :
  - Communauté d'agglomération de Dreux agglomération (2002-2013)

## Corse
| Dep.                                                 | Nom                                                  | N°SIREN                                              | Date création                                        | Siège                                                | Président                                            | Nb com.                                              | Pop. (2021)                                          | Superficie (km2)                                     | Densité (hab./km2)                                   | Principale(s) ville(s)                               |
| Intercommunalités intégralement situées en Corse (2) | Intercommunalités intégralement situées en Corse (2) | Intercommunalités intégralement situées en Corse (2) | Intercommunalités intégralement situées en Corse (2) | Intercommunalités intégralement situées en Corse (2) | Intercommunalités intégralement situées en Corse (2) | Intercommunalités intégralement situées en Corse (2) | Intercommunalités intégralement situées en Corse (2) | Intercommunalités intégralement situées en Corse (2) | Intercommunalités intégralement situées en Corse (2) | Intercommunalités intégralement situées en Corse (2) |
| ---------------------------------------------------- | ---------------------------------------------------- | ---------------------------------------------------- | ---------------------------------------------------- | ---------------------------------------------------- | ---------------------------------------------------- | ---------------------------------------------------- | ---------------------------------------------------- | ---------------------------------------------------- | ---------------------------------------------------- | ---------------------------------------------------- |
| Corse-du-Sud                                         | CA du Pays ajaccien                                  | 242010056                                            | 31/12/2001                                           | Ajaccio                                              | Jean-Jacques Ferrara                                 | 10                                                   | 91202                                                | 268.80                                               | 339,40                                               | Ajaccio                                              |
| Haute-Corse                                          | CA de Bastia                                         | 242000354                                            | 24/12/2001                                           | Bastia                                               | François Tatti                                       | 5                                                    | 62933                                                | 68.10                                                | 923,60                                               | Bastia                                               |

## Grand Est
| Dep.                                                                  | Nom                                                                          | N°SIREN                                                               | Date création                                                         | Siège                                                                 | Président                                                             | Nb com.                                                               | Pop. (2021)                                                           | Superficie (km2)                                                      | Densité (hab./km2)                                                    | Principale(s) ville(s)                                                |
| Intercommunalités intégralement situées dans la région Grand Est (20) | Intercommunalités intégralement situées dans la région Grand Est (20)        | Intercommunalités intégralement situées dans la région Grand Est (20) | Intercommunalités intégralement situées dans la région Grand Est (20) | Intercommunalités intégralement situées dans la région Grand Est (20) | Intercommunalités intégralement situées dans la région Grand Est (20) | Intercommunalités intégralement situées dans la région Grand Est (20) | Intercommunalités intégralement situées dans la région Grand Est (20) | Intercommunalités intégralement situées dans la région Grand Est (20) | Intercommunalités intégralement situées dans la région Grand Est (20) | Intercommunalités intégralement situées dans la région Grand Est (20) |
| --------------------------------------------------------------------- | ---------------------------------------------------------------------------- | --------------------------------------------------------------------- | --------------------------------------------------------------------- | --------------------------------------------------------------------- | --------------------------------------------------------------------- | --------------------------------------------------------------------- | --------------------------------------------------------------------- | --------------------------------------------------------------------- | --------------------------------------------------------------------- | --------------------------------------------------------------------- |
| Ardennes                                                              | Ardenne Métropole                                                            | 200041630                                                             | 01/01/2014                                                            | Charleville-Mézières                                                  | Boris Ravignon                                                        | 65                                                                    | 121252                                                                | 568.0                                                                 | 213,50                                                                | Charleville-Mézières, Sedan                                           |
| Aube                                                                  | Troyes Champagne Métropole                                                   | 200069250                                                             | 01/01/2017                                                            | Troyes                                                                | François Baroin                                                       | 81                                                                    | 175193                                                                | 889.60                                                                | 196,90                                                                | Troyes                                                                |
| Marne                                                                 | CA de Châlons-en-Champagne                                                   | 200043008                                                             | 01/01/2000                                                            | Châlons-en-Champagne                                                  | Jacques Jesson                                                        | 38                                                                    | 70880                                                                 | 664.83                                                                | 106,60                                                                | Châlons-en-Champagne                                                  |
| Marne                                                                 | CA Épernay, Coteaux et Plaine de Champagne                                   | 200067684                                                             | 01/01/2017                                                            | Épernay                                                               | Franck Leroy                                                          | 50                                                                    | 46920                                                                 | 586.90                                                                | 79,90                                                                 | Épernay                                                               |
| Haute-Marne                                                           | CA de Chaumont, du Bassin Nogentais et du Bassin de Bologne Vignory Froncles | 200068658                                                             | 01/01/2017                                                            | Chaumont                                                              | Christine Guillemy                                                    | 63                                                                    | 43994                                                                 | 927.0                                                                 | 47,50                                                                 | Chaumont                                                              |
| Meurthe-et-Moselle                                                    | CA de Longwy                                                                 | 245400262                                                             | 28/11/1960 (CC) 01/01/2017 (CA)                                       | Longwy                                                                | Christian Aries                                                       | 21                                                                    | 63238                                                                 | 173.50                                                                | 364,50                                                                | Longwy, Mont-Saint-Martin                                             |
| Meuse                                                                 | CA Bar-le-Duc Sud Meuse                                                      | 200033025                                                             | 01/01/2013                                                            | Bar-le-Duc                                                            | Bertrand Pancher                                                      | 33                                                                    | 33812                                                                 | 400.0                                                                 | 84,50                                                                 | Bar-le-Duc                                                            |
| Meuse                                                                 | CA du Grand Verdun                                                           | 200049187                                                             | 01/01/2015                                                            | Verdun                                                                | Samuel Hazard                                                         | 26                                                                    | 27228                                                                 | 300.90                                                                | 90,50                                                                 | Verdun                                                                |
| Moselle                                                               | CA de Forbach Porte de France                                                | 245700372                                                             | 01/01/2003                                                            | Forbach                                                               | Paul Fellinger                                                        | 21                                                                    | 75745                                                                 | 139.10                                                                | 544,60                                                                | Forbach                                                               |
| Moselle                                                               | CA Portes de France-Thionville                                               | 245701362                                                             | 01/01/2004                                                            | Thionville                                                            | Pierre Cuny                                                           | 13                                                                    | 83270                                                                 | 156.50                                                                | 532,10                                                                | Thionville                                                            |
| Moselle                                                               | CA Saint-Avold Synergie                                                      | 200067502                                                             | 01/07/2017                                                            | Saint-Avold                                                           | André Wojciechowski                                                   | 41                                                                    | 52150                                                                 | 347.50                                                                | 150,10                                                                | Saint-Avold                                                           |
| Moselle                                                               | CA du Val de Fensch                                                          | 245701222                                                             | 01/01/2000                                                            | Hayange                                                               | Michel Liebgott                                                       | 10                                                                    | 70972                                                                 | 86.20                                                                 | 823,0                                                                 | Hayange                                                               |
| Bas-Rhin                                                              | CA de Haguenau                                                               | 200067874                                                             | 01/01/2017                                                            | Haguenau                                                              | Claude Sturni                                                         | 36                                                                    | 98638                                                                 | 399.20                                                                | 247,10                                                                | Haguenau                                                              |
| Haut-Rhin                                                             | Colmar Agglomération                                                         | 246800726                                                             | 01/11/2003                                                            | Colmar                                                                | Gilbert Meyer                                                         | 20                                                                    | 113687                                                                | 244.40                                                                | 465,20                                                                | Colmar                                                                |
| Haut-Rhin                                                             | Mulhouse Alsace Agglomération                                                | 200023281                                                             | 01/01/2010                                                            | Mulhouse                                                              | Fabian Jordan                                                         | 39                                                                    | 262804                                                                | 345.95                                                                | 759,70                                                                | Mulhouse                                                              |
| Haut-Rhin                                                             | Saint-Louis Agglomération                                                    | 200066058                                                             | 01/01/2017                                                            | Saint-Louis                                                           | Alain Girny                                                           | 40                                                                    | 83448                                                                 | 268.0                                                                 | 311,40                                                                | Saint-Louis                                                           |
| Vosges                                                                | CA d'Épinal                                                                  | 200034361                                                             | 01/01/2013                                                            | Golbey                                                                | Michel Heinrich                                                       | 36                                                                    | 78615                                                                 | 394.19                                                                | 199,40                                                                | Épinal                                                                |
| Vosges                                                                | CA de Saint-Dié-des-Vosges                                                   | 200071066                                                             | 01/01/2017                                                            | Saint-Dié-des-Vosges                                                  | David Valence                                                         | 74                                                                    | 73353                                                                 | 979.90                                                                | 74,90                                                                 | Saint-Dié-des-Vosges                                                  |
| Haute-Marne / Marne                                                   | CA Saint-Dizier, Der et Blaise                                               | 200068666                                                             | 01/01/2017                                                            | Saint-Dizier                                                          | François Cornut-Gentille                                              | 60                                                                    | 56086                                                                 | 929.70                                                                | 60,30                                                                 | Saint-Dizier                                                          |
| Moselle / Bas-Rhin                                                    | CA Sarreguemines Confluences                                                 | 245700216                                                             | 01/01/2002                                                            | Sarreguemines                                                         | Roland Roth                                                           | 26                                                                    | 51869                                                                 | 210.50                                                                | 246,40                                                                | Sarreguemines                                                         |

Anciennes
- transformée en Métropole : Communauté d'agglomération Metz Métropole (2002-2018)
- transformée en CU : Reims Métropole (2004-2017)
- absorbée par une nouvelle CA :
  - Communauté d'agglomération Mulhouse Sud-Alsace (2001-2010)
  - Cœur d'Ardenne (2004-2013)
  - Grand Troyes (23/12/1993-2017)
  - Communauté d'agglomération des Trois Frontières (30/10/2000-2013)
  - CA du pays chaumontais (1998-2017)
  - CA Saint-Dizier, Der et Blaise (2000-2017)

## Hauts-de-France
| Dep.                                                                        | Nom                                                                         | N°SIREN                                                                     | Date création                                                               | Siège                                                                       | Président                                                                   | Nb com.                                                                     | Pop. (2021)                                                                 | Superficie (km2)                                                            | Densité (hab./km2)                                                          | Principale(s) ville(s)                                                      |
| Intercommunalités intégralement situées dans la région Hauts-de-France (19) | Intercommunalités intégralement situées dans la région Hauts-de-France (19) | Intercommunalités intégralement situées dans la région Hauts-de-France (19) | Intercommunalités intégralement situées dans la région Hauts-de-France (19) | Intercommunalités intégralement situées dans la région Hauts-de-France (19) | Intercommunalités intégralement situées dans la région Hauts-de-France (19) | Intercommunalités intégralement situées dans la région Hauts-de-France (19) | Intercommunalités intégralement situées dans la région Hauts-de-France (19) | Intercommunalités intégralement situées dans la région Hauts-de-France (19) | Intercommunalités intégralement situées dans la région Hauts-de-France (19) | Intercommunalités intégralement situées dans la région Hauts-de-France (19) |
| --------------------------------------------------------------------------- | --------------------------------------------------------------------------- | --------------------------------------------------------------------------- | --------------------------------------------------------------------------- | --------------------------------------------------------------------------- | --------------------------------------------------------------------------- | --------------------------------------------------------------------------- | --------------------------------------------------------------------------- | --------------------------------------------------------------------------- | --------------------------------------------------------------------------- | --------------------------------------------------------------------------- |
| Aisne                                                                       | CA du Pays de Laon                                                          | 200043495                                                                   | 01/01/2014                                                                  | Aulnois-sous-Laon                                                           | Éric Delhaye                                                                | 38                                                                          | 41739                                                                       | 315.40                                                                      | 132,30                                                                      | Laon                                                                        |
| Aisne                                                                       | CA du Saint-Quentinois                                                      | 200071892                                                                   | 01/01/2017                                                                  | Saint-Quentin                                                               | Frédérique Macarez                                                          | 39                                                                          | 79401                                                                       | 293.30                                                                      | 270,80                                                                      | Saint-Quentin                                                               |
| Aisne                                                                       | CA du Soissonnais                                                           | 240200477                                                                   | 29/12/1999                                                                  | Cuffies                                                                     | Jean-Marie Carré                                                            | 28                                                                          | 52584                                                                       | 181.0                                                                       | 290,60                                                                      | Soissons                                                                    |
| Aisne                                                                       | CA Chauny-Tergnier-La Fère                                                  | 200071785                                                                   | 01/01/2017                                                                  | Chauny                                                                      | Bernard Bronchain                                                           | 48                                                                          | 54679                                                                       | 382.80                                                                      | 142,80                                                                      | Chauny, Tergnier, La Fère                                                   |
| Aisne                                                                       | CA de la Région de Château-Thierry                                          | 200072031                                                                   | 01/01/2017                                                                  | Château-Thierry                                                             | Étienne Haÿ                                                                 | 87                                                                          | 54283                                                                       | 880.0                                                                       | 61,70                                                                       | Château-Thierry                                                             |
| Nord                                                                        | CA de Cambrai                                                               | 200068500                                                                   | 15/12/1999                                                                  | Cambrai                                                                     | François-Xavier Villain                                                     | 55                                                                          | 80510                                                                       | 411.30                                                                      | 195,80                                                                      | Cambrai                                                                     |
| Nord                                                                        | CA du Caudrésis - Catésis                                                   | 200030633                                                                   | 01/01/2012                                                                  | Beauvois-en-Cambrésis                                                       | Serge Siméon                                                                | 46                                                                          | 63602                                                                       | 372.70                                                                      | 170,70                                                                      | Caudry, Le Cateau-Cambrésis                                                 |
| Nord                                                                        | CA du Douaisis                                                              | 200044618                                                                   | 01/01/2002                                                                  | Douai                                                                       | Christian Poiret                                                            | 35                                                                          | 148582                                                                      | 235.70                                                                      | 630,30                                                                      | Douai                                                                       |
| Nord                                                                        | CA Maubeuge Val de Sambre                                                   | 200043396                                                                   | 01/01/2014                                                                  | Maubeuge                                                                    | Benjamin Saint-Huile                                                        | 42                                                                          | 123545                                                                      | 343.60                                                                      | 359,50                                                                      | Maubeuge                                                                    |
| Nord                                                                        | CA de la Porte du Hainaut                                                   | 200042190                                                                   | 01/01/2014                                                                  | Wallers                                                                     | Alain Bocquet                                                               | 47                                                                          | 158568                                                                      | 371.40                                                                      | 427,0                                                                       | Denain, Saint-Amand-les-Eaux                                                |
| Nord                                                                        | CA Valenciennes Métropole                                                   | 245901160                                                                   | 31/12/2000                                                                  | Valenciennes                                                                | Laurent Degallaix                                                           | 35                                                                          | 192075                                                                      | 263.50                                                                      | 729,10                                                                      | Valenciennes                                                                |
| Oise                                                                        | CA du Beauvaisis                                                            | 200067999                                                                   | 01/01/2017                                                                  | Beauvais                                                                    | Caroline Cayeux                                                             | 33                                                                          | 103890                                                                      | 539.0                                                                       | 192,80                                                                      | Beauvais                                                                    |
| Pas-de-Calais                                                               | Béthune-Bruay, Artois-Lys Romane                                            | 200072460                                                                   | 01/01/2017                                                                  | Béthune                                                                     | Alain Wacheux                                                               | 100                                                                         | 275327                                                                      | 645.60                                                                      | 426,50                                                                      | Béthune, Bruay-la-Buissière                                                 |
| Pas-de-Calais                                                               | CA du Boulonnais                                                            | 246200729                                                                   | 01/01/2000                                                                  | Boulogne-sur-Mer                                                            | Jean-Loup Lesaffre                                                          | 22                                                                          | 112264                                                                      | 205.10                                                                      | 547,40                                                                      | Boulogne-sur-Mer                                                            |
| Pas-de-Calais                                                               | Grand Calais Terres et Mers                                                 | 246201149                                                                   | 01/01/2001                                                                  | Calais                                                                      | Natacha Bouchart                                                            | 9                                                                           | 103575                                                                      | 148.60                                                                      | 697,10                                                                      | Calais                                                                      |
| Pas-de-Calais                                                               | CA Hénin-Carvin                                                             | 246200299                                                                   | 01/01/2001                                                                  | Hénin-Beaumont                                                              | Jean-Pierre Corbisez                                                        | 14                                                                          | 126840                                                                      | 112.10                                                                      | 1 131,80                                                                    | Hénin-Beaumont                                                              |
| Pas-de-Calais                                                               | Communaupole de Lens-Liévin                                                 | 246200364                                                                   | 01/01/2000                                                                  | Lens                                                                        | Sylvain Robert                                                              | 36                                                                          | 242587                                                                      | 239.40                                                                      | 1 013,40                                                                    | Lens, Liévin                                                                |
| Pas-de-Calais                                                               | CA des Deux Baies en Montreuillois                                          | 200069029                                                                   | 01/01/2017                                                                  | Montreuil                                                                   | Bruno Cousein                                                               | 46                                                                          | 65760                                                                       | 409.10                                                                      | 160,70                                                                      | Berck, Étaples                                                              |
| Pas-de-Calais                                                               | CA du Pays de Saint-Omer                                                    | 246200455                                                                   | 01/01/2017                                                                  | Longuenesse                                                                 | François Decoster                                                           | 53                                                                          | 68396                                                                       | 230.46                                                                      | 296,80                                                                      | Saint-Omer                                                                  |
| Somme                                                                       | CA Amiens Métropole                                                         | 248000531                                                                   | 30/12/1999                                                                  | Amiens                                                                      | Alain Gest                                                                  | 33                                                                          | 181658                                                                      | 348.70                                                                      | 520,90                                                                      | Amiens                                                                      |
| Somme                                                                       | CA Baie de Somme                                                            | 200070993                                                                   | 01/01/2017                                                                  | Abbeville                                                                   | Nicolas Dumont                                                              | 44                                                                          | 48169                                                                       | 398.60                                                                      | 120,80                                                                      | Abbeville                                                                   |

Anciennes
- absorbée par une nouvelle CA :
  - Communauté d'agglomération de Saint-Quentin (17/12/1999-2017)
  - Communauté d'agglomération de l'Artois (2001-2016)
  - Communauté d'agglomération du Beauvaisis (2004-2017)
  - Communauté de l'agglomération creilloise (2011-2017)
  - Agglomération de la région de Compiègne (2005-2017)
  - Communauté d'agglomération de Saint-Omer (2001-2016)

## Île-de-France
| Dep.                                                                      | Nom                                                                       | N°SIREN                                                                   | Date création                                                             | Siège                                                                     | Président                                                                 | Nb com.                                                                   | Pop. (2021)                                                               | Superficie (km2)                                                          | Densité (hab./km2)                                                        | Principale(s) ville(s)                                                    |
| Intercommunalités intégralement situées dans la région Île-de-France (19) | Intercommunalités intégralement situées dans la région Île-de-France (19) | Intercommunalités intégralement situées dans la région Île-de-France (19) | Intercommunalités intégralement situées dans la région Île-de-France (19) | Intercommunalités intégralement situées dans la région Île-de-France (19) | Intercommunalités intégralement situées dans la région Île-de-France (19) | Intercommunalités intégralement situées dans la région Île-de-France (19) | Intercommunalités intégralement situées dans la région Île-de-France (19) | Intercommunalités intégralement situées dans la région Île-de-France (19) | Intercommunalités intégralement situées dans la région Île-de-France (19) | Intercommunalités intégralement situées dans la région Île-de-France (19) |
| ------------------------------------------------------------------------- | ------------------------------------------------------------------------- | ------------------------------------------------------------------------- | ------------------------------------------------------------------------- | ------------------------------------------------------------------------- | ------------------------------------------------------------------------- | ------------------------------------------------------------------------- | ------------------------------------------------------------------------- | ------------------------------------------------------------------------- | ------------------------------------------------------------------------- | ------------------------------------------------------------------------- |
| Seine-et-Marne                                                            | CA de Marne et Gondoire                                                   | 247700594                                                                 | 28/11/2001 (CC) 01/01/2005 (CA)                                           | Bussy-Saint-Martin                                                        | Jean-Paul Michel                                                          | 18                                                                        | 108417                                                                    | 105.0                                                                     | 1 032,20                                                                  | Bussy-Saint-Georges, Lagny-sur-Marne                                      |
| Seine-et-Marne                                                            | CA Melun Val de Seine                                                     | 247700057                                                                 | 19/11/1972 (District) 01/01/2002 (CA)                                     | Dammarie-lès-Lys                                                          | Louis Vogel                                                               | 16                                                                        | 136524                                                                    | 153.20                                                                    | 891,10                                                                    | Melun                                                                     |
| Seine-et-Marne                                                            | CA Paris - Vallée de la Marne                                             | 200057958                                                                 | 01/01/2016                                                                | Torcy                                                                     | Guillaume Le Lay-Felzine                                                  | 12                                                                        | 228864                                                                    | 95.80                                                                     | 2 388,70                                                                  | Chelles, Torcy                                                            |
| Seine-et-Marne                                                            | CA du pays de Meaux                                                       | 247700628                                                                 | 28/12/2002                                                                | Meaux                                                                     | Jean-François Copé                                                        | 12                                                                        | 85775                                                                     | 144.88                                                                    | 592,00                                                                    | Meaux                                                                     |
| Seine-et-Marne                                                            | Val d'Europe Agglomération                                                | 247700339                                                                 | 08/07/1987 (SAN) 28/12/2016 (CA)                                          | Chessy                                                                    | Jean-Paul Balcou                                                          | 5                                                                         | 53113                                                                     | 70.10                                                                     | 757,20                                                                    | Serris                                                                    |
| Seine-et-Marne                                                            | CA du Pays de Fontainebleau                                               | 200072346                                                                 | 01/01/2017                                                                | Fontainebleau                                                             | Pascal Gouhoury                                                           | 26                                                                        | 69175                                                                     | 437.40                                                                    | 158,20                                                                    | Fontainebleau, Avon                                                       |
| Yvelines                                                                  | Rambouillet Territoires                                                   | 247800600                                                                 | 12/12/2003 (CC) 01/01/2015 (CA)                                           | Rambouillet                                                               | Jean-Frédéric Poisson                                                     | 25                                                                        | 56197                                                                     | 450.75                                                                    | 124,70                                                                    | Rambouillet                                                               |
| Yvelines                                                                  | Saint-Quentin-en-Yvelines                                                 | 200058782                                                                 | 21/10/1970 (EPASQY) 21/12/1972 (SCAAN) 29/06/1984 (SAN) 01/01/2004 (CA)   | Trappes                                                                   | Michel Laugier                                                            | 12                                                                        | 230021                                                                    | 119.20                                                                    | 1 929,70                                                                  | Montigny-le-Bretonneux, Guyancourt, Trappes                               |
| Essonne                                                                   | CA Cœur d'Essonne Agglomération                                           | 200057859                                                                 | 01/01/2016                                                                | Sainte-Geneviève-des-Bois                                                 | Olivier Leonhardt                                                         | 21                                                                        | 206970                                                                    | 132.70                                                                    | 1 559,70                                                                  | Sainte-Geneviève-des-Bois, Brétigny-sur-Orge                              |
| Essonne                                                                   | CA Communauté Paris-Saclay                                                | 200056232                                                                 | 01/01/2016                                                                | Orsay                                                                     | Michel Bournat                                                            | 27                                                                        | 316066                                                                    | 185.90                                                                    | 1 700,70                                                                  | Massy, Palaiseau                                                          |
| Essonne                                                                   | CA de l'Étampois Sud-Essonne                                              | 200017846                                                                 | 16/12/2008 (CC) 01/01/2016 (CA)                                           | Étampes                                                                   | Jean-Pierre Colombani                                                     | 38                                                                        | 55662                                                                     | 482.50                                                                    | 115,40                                                                    | Étampes                                                                   |
| Essonne                                                                   | CA Val d'Yerres Val de Seine                                              | 200058477                                                                 | 01/01/2016                                                                | Brunoy                                                                    | Nicolas Dupont-Aignan                                                     | 9                                                                         | 177003                                                                    | 66.40                                                                     | 2 667,30                                                                  | Vigneux-sur-Seine                                                         |
| Val-d'Oise                                                                | CA de Cergy-Pontoise                                                      | 249500109                                                                 | 1971 (SCA) 06/07/1984 (SAN) 01/01/2004 (CA)                               | Cergy                                                                     | Dominique Lefebvre                                                        | 13                                                                        | 214428                                                                    | 84.20                                                                     | 2 547,90                                                                  | Cergy, Pontoise, Saint-Ouen-l'Aumône                                      |
| Val-d'Oise                                                                | CA Plaine Vallée                                                          | 200056380                                                                 | 01/01/2016                                                                | Montmorency                                                               | Luc Strehaiano                                                            | 18                                                                        | 184945                                                                    | 74.10                                                                     | 2 496,60                                                                  | Deuil-la-Barre, Montmorency, Saint-Gratien                                |
| Val-d'Oise                                                                | CA Val Parisis                                                            | 200058485                                                                 | 01/01/2016                                                                | Beauchamp                                                                 | Yannick Boëdec                                                            | 15                                                                        | 286277                                                                    | 87.20                                                                     | 3 281,50                                                                  | Franconville                                                              |
| Essonne / Seine-et-Marne                                                  | CA Grand Paris Sud Seine-Essonne-Sénart                                   | 200059228                                                                 | 01/01/2016                                                                | Courcouronnes                                                             | Francis Chouat                                                            | 24                                                                        | 357664                                                                    | 221.20                                                                    | 1 617,0                                                                   | Évry, Corbeil-Essonnes                                                    |
| Seine-et-Marne / Val-d'Oise                                               | CA Roissy Pays de France                                                  | 200055655                                                                 | 01/01/2016                                                                | Roissy-en-France                                                          | Pascal Doll                                                               | 42                                                                        | 360010                                                                    | 340.90                                                                    | 1 056,10                                                                  | Sarcelles, Garges-lès-Gonesse                                             |
| Val-d'Oise / Yvelines                                                     | CA Saint-Germain Boucles de Seine                                         | 200058519                                                                 | 01/01/2016                                                                | Saint-Germain-en-Laye                                                     | Pierre Fond                                                               | 19                                                                        | 336563                                                                    | 139.10                                                                    | 2 419,60                                                                  | Sartrouville, Saint-Germain-en-Laye                                       |
| Yvelines / Essonne                                                        | CA Versailles Grand Parc                                                  | 247800584                                                                 | 08/11/2002                                                                | Versailles                                                                | François de Mazières                                                      | 19                                                                        | 267857                                                                    | 123.60                                                                    | 2 167,50                                                                  | Versailles, Le Chesnay, Viroflay                                          |

Anciennes
- absorbées par la Métropole du Grand Paris : Communauté d'agglomération Cœur de Seine (2005-2016), Communauté d'agglomération Grand Paris Seine Ouest (2010-2016), Communauté d'agglomération des Hauts de Bièvre (sauf 2 communes dans l'Essonne) (2003-2016), Communauté d'agglomération du Mont-Valérien (2009-2016), Communauté d’agglomération Sud de Seine (2005-2016), Communauté d'agglomération Seine-Défense (2011-2016), Communauté d'agglomération de l'aéroport du Bourget (2006-2016), Communauté d'agglomération Est Ensemble (2010-2016), Communauté d'agglomération Terres de France (2010-2016), Communauté d'agglomération de Clichy-sous-Bois Montfermeil (1997-2016), Communauté d'agglomération Plaine Commune (2000-2001 : CC ; 2001-2016 : CA), Communauté d'agglomération du Haut Val-de-Marne (2001-2016), Communauté d'agglomération Plaine Centrale du Val-de-Marne (2001-2016), Communauté d'agglomération Seine Amont (2013-2016), Communauté d'agglomération de Val de Bièvre (2000-2016), Communauté d'agglomération de la Vallée de la Marne (2000-2016), Communauté d'agglomération Les Portes de l'Essonne (2000-2016)
- absorbée par une nouvelle CU :
  - Communauté d'agglomération des Deux Rives de Seine (2005-2009 : CC ; 2009-2016 : CA), Communauté d'agglomération de Mantes-en-Yvelines (1966-1999 : district urbain ; 1999-2016 : CA), Communauté d'agglomération Poissy-Achères-Conflans (?-2015 : CC ; 2016-2016 : CA) et Communauté d'agglomération Seine & Vexin (2004-2014 : CC ; 2014-2016 : CA)
- absorbée par une nouvelle CA :
  - Communauté d'agglomération Arc de Seine (2003-2010) et Communauté d'agglomération Val de Seine (2004-2010)
  - Communauté d'agglomération Europ'Essonne (2006-2016), Communauté d'agglomération du plateau de Saclay (2002-2016)
  - Communauté d'agglomération Évry Centre Essonne (2000-2016), Communauté d'agglomération Seine-Essonne (2002-2016), Communauté d'agglomération de Sénart (1984-1997 : SCA ; 1997-2015 : SAN ; 2015-2016 : CA), Communauté d’agglomération de Sénart en Essonne (1984-2015 : SAN ; 2015-2016 : CA)
  - Communauté d'agglomération Les Lacs de l'Essonne (2003-2016)
  - Communauté d'agglomération de Sénart Val-de-Seine (2002-2016), Communauté d'agglomération du Val d'Yerres (2002-2016)
  - Communauté d'agglomération du Val d'Orge (2001-2016)
  - Communauté d'agglomération de la Boucle de la Seine (2005-2016 : CC ; 2016-2016 : CA), Communauté d'agglomération Saint-Germain Seine et Forêts (2014-2015 : CC ; 2016-2016 : CA)
  - Communauté d'agglomération Argenteuil-Bezons (2006-2016)
  - Communauté d'agglomération du Parisis (2005-2011 : CC ; 2011-2016 : CA) et Communauté d'agglomération Val-et-Forêt (2000-2003 : CC ; 2003-2016 : CA)
  - Communauté d'agglomération Roissy Porte de France (1994-2013 : CC ; 2013-2016 : CA) et Communauté d'agglomération Val de France (1997-2002 : CC ; 2002-2016 : CA)
  - Communauté d'agglomération de la Vallée de Montmorency (2001-2016)
  - Communauté d'agglomération de Marne et Chantereine (2005-2009 : CC ; 2009-2016 : CA), Communauté d'agglomération de la Brie Francilienne (2010-2016), Communauté d'agglomération du Val-Maubuée (1973-1983 : SCA ; 1983-2013 : SAN ; 2013-2016 : CA)

## Normandie
| Dep. | Nom                                                                   | N°SIREN                                                               | Date création                                                         | Siège                                                                 | Président                                                             | Nb com.                                                               | Pop. (2021)                                                           | Superficie (km2)                                                      | Densité (hab./km2)                                                    | Principale(s) ville(s)                                                |
| Intercommunalités intégralement situées dans la région Normandie (11)                                   | Intercommunalités intégralement situées dans la région Normandie (11) | Intercommunalités intégralement situées dans la région Normandie (11) | Intercommunalités intégralement situées dans la région Normandie (11) | Intercommunalités intégralement situées dans la région Normandie (11) | Intercommunalités intégralement situées dans la région Normandie (11) | Intercommunalités intégralement situées dans la région Normandie (11) | Intercommunalités intégralement situées dans la région Normandie (11) | Intercommunalités intégralement situées dans la région Normandie (11) | Intercommunalités intégralement situées dans la région Normandie (11) | Intercommunalités intégralement situées dans la région Normandie (11) |
| --- | --------------------------------------------------------------------- | --------------------------------------------------------------------- | --------------------------------------------------------------------- | --------------------------------------------------------------------- | --------------------------------------------------------------------- | --------------------------------------------------------------------- | --------------------------------------------------------------------- | --------------------------------------------------------------------- | --------------------------------------------------------------------- | --------------------------------------------------------------------- |
| Calvados                                                                                                | CA Lisieux Normandie                                                  | 200069532                                                             | 01/01/2017                                                            | Lisieux                                                               | François Aubey                                                        | 48                                                                    | 72812                                                                 | 951.60                                                                | 76,50                                                                 | Lisieux                                                               |
| Eure | Évreux Portes de Normandie                                            | 200071454                                                             | 01/01/2017                                                            | Évreux                                                                | Guy Lefrand                                                           | 62                                                                    | 110950                                                                | 659.30                                                                | 168,30                                                                | Évreux                                                                |
| Eure | Seine Normandie Agglomération                                         | 200072312                                                             | 01/01/2017                                                            | Vernon                                                                | Frédéric Duché                                                        | 69                                                                    | 82814                                                                 | 696.60                                                                | 118,90                                                                | Vernon                                                                |
| Eure | CA Seine-Eure                                                         | 200035665                                                             | 01/01/2003                                                            | Louviers                                                              | Bernard Leroy                                                         | 37                                                                    | 74192                                                                 | 352.80                                                                | 210,30                                                                | Louviers                                                              |
| Manche                                                                                                  | Saint-Lô Agglo                                                        | 200043370                                                             | 01/01/2014                                                            | Saint-Lô                                                              | Gilles Quinquenel                                                     | 60                                                                    | 66736                                                                 | 689.54                                                                | 96,80                                                                 | Saint-Lô                                                              |
| Manche                                                                                                  | CA du Cotentin                                                        | 200067205                                                             | 01/01/2017                                                            | Cherbourg-en-Cotentin                                                 |                                                                       | 130                                                                   | 178020                                                                | 1439.40                                                               | 123,70                                                                | Cherbourg-en-Cotentin                                                 |
| Manche                                                                                                  | Mont-Saint-Michel-Normandie                                           | 200069425                                                             | 01/01/2017                                                            | Avranches                                                             | David Nicolas                                                         | 97                                                                    | 87417                                                                 | 1543.90                                                               | 56,60                                                                 | Avranches                                                             |
| Orne | CA du pays de Flers                                                   | 200035814                                                             | 22/10/1993                                                            | Flers                                                                 | Yves Goasdoué                                                         | 25                                                                    | 52946                                                                 | 567.70                                                                | 93,30                                                                 | Flers                                                                 |
| Seine-Maritime                                                                                          | CA Caux vallée de Seine                                               | 200010700                                                             | 26/11/2007                                                            | Lillebonne                                                            | Jean-Claude Weiss                                                     | 41                                                                    | 78036                                                                 | 574.30                                                                | 135,90                                                                | Bolbec                                                                |
| Seine-Maritime                                                                                          | CA de la Région Dieppoise                                             | 247600786                                                             | 31/12/2002                                                            | Saint-Aubin-sur-Scie                                                  | Jean-Jacques Brument                                                  | 16                                                                    | 45996                                                                 | 129.0                                                                 | 356,60                                                                | Dieppe                                                                |
| Seine-Maritime                                                                                          | CA de Fécamp Caux Littoral                                            | 247600331                                                             | 13/10/2000 (CC) 01/01/2015 (CA)                                       | Fécamp                                                                | Marie-Agnès Poussier-Winsback                                         | 13                                                                    | 28625                                                                 | 86.05                                                                 | 332,70                                                                | Fécamp                                                                |
| Intercommunalités partiellement situées en Normandie dont le siège est situé en Centre-Val de Loire (1) |                                                                       |                                                                       |                                                                       |                                                                       |                                                                       |                                                                       |                                                                       |                                                                       |                                                                       |                                                                       |
| Eure-et-Loir / Eure                                                                                     | CA du Pays de Dreux                                                   | 200040277                                                             | 01/01/2014                                                            | Dreux (Eure-et-Loir)                                                  | Gérard Hamel                                                          | 78                                                                    | 115490                                                                | 1055.70                                                               | 109,40                                                                | Dreux                                                                 |

Anciennes
- transformée en métropole : Communauté d'agglomération Rouen-Elbeuf-Austreberthe (2010-2014)
- transformée en CU :
  - Caen la Mer (16/11/1973-1990 : district urbain ; 1990-2002 : district ; 2002-2017 : CA)
  - Communauté de l'agglomération havraise (2001-2019)
- absorbée par une nouvelle CA :
  - Agglo d'Elbeuf (2000-2010) et Agglomération de Rouen (2000-2010)
  - Saint-Lô Agglomération (2011-2013)
  - Grand Évreux Agglomération (20/12/1999-2017)
  - CA des Portes de l'Eure (2003-2017)

## Nouvelle-Aquitaine
| Dep.                                                                           | Nom                                                                            | N°SIREN                                                                        | Date création                                                                  | Siège                                                                          | Président                                                                      | Nb com.                                                                        | Pop. (2021)                                                                    | Superficie (km2)                                                               | Densité (hab./km2)                                                             | Principale(s) ville(s)                                                         |
| Intercommunalités intégralement situées dans la région Nouvelle-Aquitaine (23) | Intercommunalités intégralement situées dans la région Nouvelle-Aquitaine (23) | Intercommunalités intégralement situées dans la région Nouvelle-Aquitaine (23) | Intercommunalités intégralement situées dans la région Nouvelle-Aquitaine (23) | Intercommunalités intégralement situées dans la région Nouvelle-Aquitaine (23) | Intercommunalités intégralement situées dans la région Nouvelle-Aquitaine (23) | Intercommunalités intégralement situées dans la région Nouvelle-Aquitaine (23) | Intercommunalités intégralement situées dans la région Nouvelle-Aquitaine (23) | Intercommunalités intégralement situées dans la région Nouvelle-Aquitaine (23) | Intercommunalités intégralement situées dans la région Nouvelle-Aquitaine (23) | Intercommunalités intégralement situées dans la région Nouvelle-Aquitaine (23) |
| ------------------------------------------------------------------------------ | ------------------------------------------------------------------------------ | ------------------------------------------------------------------------------ | ------------------------------------------------------------------------------ | ------------------------------------------------------------------------------ | ------------------------------------------------------------------------------ | ------------------------------------------------------------------------------ | ------------------------------------------------------------------------------ | ------------------------------------------------------------------------------ | ------------------------------------------------------------------------------ | ------------------------------------------------------------------------------ |
| Charente                                                                       | Grand Angoulême                                                                | 241600253                                                                      | 01/01/2017                                                                     | Angoulême                                                                      | Jean-François Dauré                                                            | 38                                                                             | 141997                                                                         | 643.60                                                                         | 220,60                                                                         | Angoulême                                                                      |
| Charente                                                                       | CA du Grand Cognac                                                             | 200070514                                                                      | 01/01/2017                                                                     | Cognac                                                                         | Jérôme Sourisseau                                                              | 58                                                                             | 68951                                                                          | 754.30                                                                         | 91,40                                                                          | Cognac                                                                         |
| Charente-Maritime                                                              | CA Rochefort Océan                                                             | 200041762                                                                      | 01/01/2014                                                                     | Rochefort                                                                      | Hervé Blanché                                                                  | 25                                                                             | 64240                                                                          | 421.40                                                                         | 152,50                                                                         | Rochefort                                                                      |
| Charente-Maritime                                                              | CA de La Rochelle                                                              | 241700434                                                                      | 24/12/1999                                                                     | La Rochelle                                                                    | Jean-François Fountaine                                                        | 28                                                                             | 178217                                                                         | 327.0                                                                          | 545,10                                                                         | La Rochelle                                                                    |
| Charente-Maritime                                                              | CA Royan Atlantique                                                            | 241700640                                                                      | 27/12/1995 (CC) 10/12/2001 (CA)                                                | Royan                                                                          | Jean-Pierre Tallieu                                                            | 34                                                                             | 85271                                                                          | 603.90                                                                         | 141,20                                                                         | Royan                                                                          |
| Charente-Maritime                                                              | CA de Saintes                                                                  | 200036473                                                                      | 01/01/2013                                                                     | Saintes                                                                        | Jean-Claude Classique                                                          | 36                                                                             | 60641                                                                          | 474.60                                                                         | 127,80                                                                         | Saintes                                                                        |
| Corrèze                                                                        | CA du bassin de Brive                                                          | 200043172                                                                      | 01/01/2014                                                                     | Brive-la-Gaillarde                                                             | Frédéric Soulier                                                               | 48                                                                             | 108107                                                                         | 808.70                                                                         | 133,70                                                                         | Brive-la-Gaillarde                                                             |
| Corrèze                                                                        | CA de Tulle                                                                    | 241927201                                                                      | 16/12/1993 (CC) 01/01/2013 (CA)                                                | Tulle                                                                          | Michel Breuilh                                                                 | 37                                                                             | 43927                                                                          | 868.10                                                                         | 50,60                                                                          | Tulle                                                                          |
| Creuse                                                                         | CA du Grand Guéret                                                             | 200034825                                                                      | 15/12/1992 (CC) 01/01/2013 (CA)                                                | Guéret                                                                         | Eric Correia                                                                   | 22                                                                             | 28494                                                                          | 480.60                                                                         | 59,30                                                                          | Guéret                                                                         |
| Dordogne                                                                       | Le Grand Périgueux                                                             | 200040392                                                                      | 01/01/2014                                                                     | Périgueux                                                                      | Jacques Auzou                                                                  | 31                                                                             | 104024                                                                         | 993.30                                                                         | 104,70                                                                         | Périgueux                                                                      |
| Dordogne                                                                       | Communauté d'agglomération bergeracoise                                        | 240000001                                                                      | 01/01/2017                                                                     | Bergerac                                                                       | Frédéric Delmarès                                                              | 38                                                                             | 60812                                                                          | 579.2                                                                          | 105                                                                            | Bergerac                                                                       |
| Gironde                                                                        | CA du Bassin d'Arcachon Sud                                                    | 243300563                                                                      | 07/12/2001                                                                     | Arcachon                                                                       | Marie-Hélène des Esgaulx                                                       | 4                                                                              | 69218                                                                          | 328.80                                                                         | 210,50                                                                         | Arcachon                                                                       |
| Gironde                                                                        | CA du Libournais                                                               | 200027068                                                                      | 01/01/2011 (CC) 01/01/2012 (CA)                                                | Libourne                                                                       | Philippe Buisson                                                               | 34                                                                             | 69420                                                                          | 470.74                                                                         | 147,50                                                                         | Libourne                                                                       |
| Landes                                                                         | CA du Grand Dax                                                                | 244000675                                                                      | 31/12/1993 (CC) 01/01/2007 (CA)                                                | Dax                                                                            | Élisabeth Bonjean                                                              | 20                                                                             | 57582                                                                          | 344.30                                                                         | 167,30                                                                         | Dax                                                                            |
| Landes                                                                         | Mont-de-Marsan Agglomération                                                   | 244000808                                                                      | 31/12/1998 (CC) 01/01/2002 (CA)                                                | Mont-de-Marsan                                                                 | Geneviève Darrieussecq                                                         | 18                                                                             | 55101                                                                          | 481.10                                                                         | 114,50                                                                         | Mont-de-Marsan                                                                 |
| Lot-et-Garonne                                                                 | Agglomération d'Agen                                                           | 200035459                                                                      | 31/12/2012                                                                     | Agen                                                                           | Jean Dionis du Séjour                                                          | 31                                                                             | 101684                                                                         | 649.60                                                                         | 156,50                                                                         | Agen                                                                           |
| Lot-et-Garonne                                                                 | CA du Grand Villeneuvois                                                       | 200023307                                                                      | 31/12/2011                                                                     | Casseneuil                                                                     | Patrick Cassany                                                                | 19                                                                             | 47507                                                                          | 354.90                                                                         | 133,90                                                                         | Villeneuve-sur-Lot                                                             |
| Lot-et-Garonne                                                                 | Val de Garonne Agglomération                                                   | 200030674                                                                      | 31/12/2011                                                                     | Marmande                                                                       | Daniel Benquet                                                                 | 43                                                                             | 60269                                                                          | 669.20                                                                         | 90,10                                                                          | Marmande                                                                       |
| Pyrénées-Atlantiques                                                           | CA de Pau-Béarn-Pyrénées                                                       | 200067254                                                                      | 01/01/2017                                                                     | Pau                                                                            | François Bayrou                                                                | 31                                                                             | 152 463                                                                        | 379,6                                                                          | 402                                                                            | Pau                                                                            |
| Pyrénées-Atlantiques                                                           | CA du Pays Basque                                                              | 200067106                                                                      | 01/01/2017                                                                     | Bayonne                                                                        | Jean-René Etchegaray                                                           | 158                                                                            | 300 323                                                                        | 2 967                                                                          | 101                                                                            | Bayonne                                                                        |
| Deux-Sèvres                                                                    | CA du Bocage bressuirais                                                       | 200040244                                                                      | 01/01/2014                                                                     | Bressuire                                                                      | Jean-Michel Bernier                                                            | 38                                                                             | 74122                                                                          | 1318.80                                                                        | 56,20                                                                          | Bressuire                                                                      |
| Deux-Sèvres                                                                    | CA du Niortais                                                                 | 200041317                                                                      | 01/01/2014                                                                     | Niort                                                                          | Jérôme Baloge                                                                  | 45                                                                             | 122302                                                                         | 815.40                                                                         | 150,0                                                                          | Niort                                                                          |
| Vienne                                                                         | CA de Grand Châtellerault                                                      | 248600413                                                                      | 24/12/1993                                                                     | Châtellerault                                                                  | Jean-Pierre Abelin                                                             | 47                                                                             | 83179                                                                          | 1133.90                                                                        | 73,40                                                                          | Châtellerault                                                                  |

Anciennes
- transformée en CU :
  - Grand Poitiers (1999-2017)
  - Communauté d'agglomération Limoges Métropole (2001-2019)
- absorbée par une nouvelle CA :
  - Communauté d'agglomération d'Agen (2000-2013)
  - Communauté d'agglomération de Brive (2001-2013)
  - Communauté d'agglomération périgourdine (2000-2013)
  - Communauté d'agglomération du pays rochefortais (1993-2013)
  - Communauté d'agglomération de Niort (2000-2013)
  - Communauté d'agglomération de Pau-Pyrénées (1999-2017)
  - Agglomération Côte Basque-Adour (27/10/1972-01/01/2000 : district ; 01/01/2000-01/01/2017 : CA)
  - Agglomération Sud Pays basque (01/01/2013-01/01/2017 : CA)
  - Communauté d'agglomération bergeracoise (2013-2017)

## Occitanie
| Dep. | Nom                                                                   | N°SIREN                                                               | Date création                                                         | Siège                                                                 | Président                                                             | Nb com.                                                               | Pop. (2021)                                                           | Superficie (km2)                                                      | Densité (hab./km2)                                                    | Principale(s) ville(s)                                                |
| Intercommunalités intégralement situées dans la région Occitanie (20)                                          | Intercommunalités intégralement situées dans la région Occitanie (20) | Intercommunalités intégralement situées dans la région Occitanie (20) | Intercommunalités intégralement situées dans la région Occitanie (20) | Intercommunalités intégralement situées dans la région Occitanie (20) | Intercommunalités intégralement situées dans la région Occitanie (20) | Intercommunalités intégralement situées dans la région Occitanie (20) | Intercommunalités intégralement situées dans la région Occitanie (20) | Intercommunalités intégralement situées dans la région Occitanie (20) | Intercommunalités intégralement situées dans la région Occitanie (20) | Intercommunalités intégralement situées dans la région Occitanie (20) |
| --- | --------------------------------------------------------------------- | --------------------------------------------------------------------- | --------------------------------------------------------------------- | --------------------------------------------------------------------- | --------------------------------------------------------------------- | --------------------------------------------------------------------- | --------------------------------------------------------------------- | --------------------------------------------------------------------- | --------------------------------------------------------------------- | --------------------------------------------------------------------- |
| Ariège | CA Pays Foix-Varilhes                                                 | 200067791                                                             | 01/01/2017                                                            | Foix                                                                  | Thomas Fromentin                                                      | 43                                                                    | 32187                                                                 | 443.80                                                                | 72,50                                                                 | Foix                                                                  |
| Aude | Carcassonne Agglo                                                     | 200035715                                                             | 14/12/2001                                                            | Carcassonne                                                           | Régis Banquet                                                         | 82                                                                    | 113827                                                                | 1062.20                                                               | 107,20                                                                | Carcassonne                                                           |
| Aude | Le Grand Narbonne                                                     | 241100593                                                             | 26/12/2002                                                            | Narbonne                                                              | Jacques Bascou                                                        | 37                                                                    | 132244                                                                | 846.60                                                                | 156,20                                                                | Narbonne                                                              |
| Aveyron | Rodez Agglomération                                                   | 241200187                                                             | 20/12/1999                                                            | Rodez                                                                 | Christian Teyssèdre                                                   | 8                                                                     | 56131                                                                 | 205.30                                                                | 273,40                                                                | Rodez                                                                 |
| Gard | Alès Agglomération                                                    | 200035152                                                             | 01/01/2013                                                            | Alès                                                                  | Max Roustan                                                           | 73                                                                    | 134056                                                                | 920.90                                                                | 145,60                                                                | Alès                                                                  |
| Gard | CA du Gard rhodanien                                                  | 200034692                                                             | 01/01/2013                                                            | Bagnols-sur-Cèze                                                      | Jean-Christian Rey                                                    | 43                                                                    | 75467                                                                 | 632.30                                                                | 119,30                                                                | Bagnols-sur-Cèze                                                      |
| Gard | CA Nîmes Métropole                                                    | 243000643                                                             | 01/01/2002                                                            | Nîmes                                                                 | Yvan Lachaud                                                          | 39                                                                    | 258750                                                                | 790.90                                                                | 327,20                                                                | Nîmes                                                                 |
| Haute-Garonne                                                                                                  | Le Muretain Agglo                                                     | 243100690                                                             | 21/11/1997 (CC) 01/01/2004 (CA)                                       | Muret                                                                 | André Mandement                                                       | 26                                                                    | 126409                                                                | 319.80                                                                | 395,30                                                                | Muret                                                                 |
| Haute-Garonne                                                                                                  | Sicoval                                                               | 243100633                                                             | 01/01/1992 (CC) 01/01/2001 (CA)                                       | Labège                                                                | Bruno Caubet                                                          | 36                                                                    | 82571                                                                 | 248.40                                                                | 332,40                                                                | Castanet-Tolosan, Ramonville-Saint-Agne                               |
| Gers | CA Grand Auch Cœur de Gascogne                                        | 200066926                                                             | 01/01/2017                                                            | Auch                                                                  | Franck Montaugé                                                       | 34                                                                    | 39701                                                                 | 602.0                                                                 | 65,90                                                                 | Auch                                                                  |
| Hérault | CA Béziers Méditerranée                                               | 243400769                                                             | 31/12/2001                                                            | Béziers                                                               | Frédéric Lacas                                                        | 17                                                                    | 129880                                                                | 303.0                                                                 | 428,60                                                                | Béziers                                                               |
| Hérault | CA Hérault Méditerranée                                               | 243400819                                                             | 31/12/2002                                                            | Saint-Thibéry                                                         | Gilles d'Ettore                                                       | 20                                                                    | 80710                                                                 | 386.60                                                                | 208,80                                                                | Agde                                                                  |
| Hérault | CA du Pays de l'Or                                                    | 243400470                                                             | 20/07/1993 (CC) 01/01/2012 (CA)                                       | Mauguio                                                               | Stéphan Rossignol                                                     | 8                                                                     | 45401                                                                 | 114.80                                                                | 395,60                                                                | Mauguio                                                               |
| Hérault | Sète Agglopôle Méditerranée                                           | 243400827                                                             | 01/01/2017                                                            | Frontignan                                                            | François Commeinhes                                                   | 14                                                                    | 95086                                                                 | 168.32                                                                | 564,90                                                                | Sète                                                                  |
| Lot | Le Grand Cahors                                                       | 200023737                                                             | 31/12/2009 (CC) 01/01/2012 (CA)                                       | Cahors                                                                | Jean-Marc Vayssouze-Faure                                             | 36                                                                    | 42202                                                                 | 593.20                                                                | 71,10                                                                 | Cahors                                                                |
| Hautes-Pyrénées                                                                                                | CA Tarbes-Lourdes-Pyrénées                                            | 200069300                                                             | 01/01/2017                                                            | Juillan                                                               | Gérard Trémège                                                        | 86                                                                    | 127248                                                                | 614.80                                                                | 207,0                                                                 | Tarbes, Lourdes                                                       |
| Tarn | CA de l'Albigeois                                                     | 248100737                                                             | 31/12/2002                                                            | Saint-Juéry                                                           | Philippe Bonnecarrère                                                 | 17                                                                    | 83240                                                                 | 208.90                                                                | 398,60                                                                | Albi                                                                  |
| Tarn | CA de Castres - Mazamet                                               | 248100430                                                             | 16/12/1999                                                            | Castres                                                               | Pascal Bugis                                                          | 14                                                                    | 78831                                                                 | 406.10                                                                | 194,10                                                                | Castres, Mazamet                                                      |
| Tarn | Gaillac Graulhet Agglo                                                | 200066124                                                             | 01/01/2017                                                            | Técou                                                                 | Paul Salvador                                                         | 63                                                                    | 75329                                                                 | 1148.90                                                               | 65,60                                                                 | Gaillac, Graulhet                                                     |
| Tarn-et-Garonne                                                                                                | Grand Montauban                                                       | 248200099                                                             | 21/12/1999                                                            | Montauban                                                             | Brigitte Barèges                                                      | 9                                                                     | 79304                                                                 | 280.90                                                                | 282,40                                                                | Montauban                                                             |
| Intercommunalités partiellement situées en Occitanie dont le siège est situé en Provence-Alpes-Côte d'Azur (1) |                                                                       |                                                                       |                                                                       |                                                                       |                                                                       |                                                                       |                                                                       |                                                                       |                                                                       |                                                                       |
| Vaucluse / Gard                                                                                                | CA du Grand Avignon                                                   | 248400251                                                             | 31/12/2000                                                            | Avignon (Vaucluse)                                                    | Jean-Marc Roubaud                                                     | 17                                                                    | 194858                                                                | 302.60                                                                | 644,0                                                                 | Avignon                                                               |

Anciennes
- transformée en métropole : Montpellier Agglomération (2001-2014)
- transformée en CU :
  - Communauté d'agglomération du Grand Toulouse (2000-2008)
  - Communauté d'agglomération Perpignan Méditerranée (2000-2016)
- absorbée par une nouvelle CA :
  - Communauté d'agglomération du Grand Alès (2000-2013)
  - Le Grand Tarbes (1995-2017)

## Pays de la Loire
| Dep.                                                                         | Nom                                                                          | N°SIREN                                                                      | Date création                                                                | Siège                                                                        | Président                                                                    | Nb com.                                                                      | Pop. (2021)                                                                  | Superficie (km2)                                                             | Densité (hab./km2)                                                           | Principale(s) ville(s)                                                       |
| Intercommunalités intégralement situées dans la région Pays de la Loire (10) | Intercommunalités intégralement situées dans la région Pays de la Loire (10) | Intercommunalités intégralement situées dans la région Pays de la Loire (10) | Intercommunalités intégralement situées dans la région Pays de la Loire (10) | Intercommunalités intégralement situées dans la région Pays de la Loire (10) | Intercommunalités intégralement situées dans la région Pays de la Loire (10) | Intercommunalités intégralement situées dans la région Pays de la Loire (10) | Intercommunalités intégralement situées dans la région Pays de la Loire (10) | Intercommunalités intégralement situées dans la région Pays de la Loire (10) | Intercommunalités intégralement situées dans la région Pays de la Loire (10) | Intercommunalités intégralement situées dans la région Pays de la Loire (10) |
| ---------------------------------------------------------------------------- | ---------------------------------------------------------------------------- | ---------------------------------------------------------------------------- | ---------------------------------------------------------------------------- | ---------------------------------------------------------------------------- | ---------------------------------------------------------------------------- | ---------------------------------------------------------------------------- | ---------------------------------------------------------------------------- | ---------------------------------------------------------------------------- | ---------------------------------------------------------------------------- | ---------------------------------------------------------------------------- |
| Loire-Atlantique                                                             | CA de la région nazairienne et de l'estuaire                                 | 244400644                                                                    | 31/12/2000                                                                   | Saint-Nazaire                                                                | David Samzun                                                                 | 10                                                                           | 129527                                                                       | 320.30                                                                       | 404,40                                                                       | Saint-Nazaire                                                                |
| Loire-Atlantique                                                             | CA Pornic Agglo Pays de Retz                                                 | 200067346                                                                    | 01/01/2017                                                                   | Pornic                                                                       | Pascale Briand                                                               | 15                                                                           | 67935                                                                        | 522.10                                                                       | 130,10                                                                       | Pornic                                                                       |
| Loire-Atlantique                                                             | CA Clisson Sèvre et Maine Agglo                                              | 200067635                                                                    | 01/01/2017                                                                   | Clisson                                                                      | Nelly Sorin                                                                  | 16                                                                           | 56813                                                                        | 309.60                                                                       | 183,50                                                                       | Clisson                                                                      |
| Maine-et-Loire                                                               | Agglomération du Choletais                                                   | 200071678                                                                    | 01/01/2017                                                                   | Cholet                                                                       | Gilles Bourdouleix                                                           | 26                                                                           | 104470                                                                       | 788.0                                                                        | 132,60                                                                       | Cholet                                                                       |
| Maine-et-Loire                                                               | Mauges Communauté                                                            | 200060010                                                                    | 01/01/2016                                                                   | Beaupréau-en-Mauges                                                          | Didier Huchon                                                                | 6                                                                            | 121626                                                                       | 1314.60                                                                      | 92,50                                                                        | Beaupréau-en-Mauges, Chemillé-en-Anjou, Sèvremoine                           |
| Maine-et-Loire                                                               | CA de Saumur Val de Loire                                                    | 200071876                                                                    | 01/01/2017                                                                   | Saumur                                                                       | Jean-Michel Marchand                                                         | 49                                                                           | 98301                                                                        | 1233.70                                                                      | 79,70                                                                        | Saumur                                                                       |
| Mayenne                                                                      | Laval Agglomération                                                          | 245300330                                                                    | 1963 (district urbain) 26/11/1993 (CC) 01/01/2001 (CA)                       | Laval                                                                        | François Zocchetto                                                           | 20                                                                           | 114674                                                                       | 686.10                                                                       | 167,10                                                                       | Laval                                                                        |
| Vendée                                                                       | La Roche-sur-Yon-Agglomération                                               | 248500589                                                                    | 1994 (CC) 01/01/2010 (CA)                                                    | La Roche-sur-Yon                                                             | Luc Bouard                                                                   | 13                                                                           | 98273                                                                        | 499.40                                                                       | 196,80                                                                       | La Roche-sur-Yon                                                             |
| Vendée                                                                       | Les Sables-d'Olonne-Agglomération                                            | 200071165                                                                    | 01/01/2017                                                                   | Les Sables-d'Olonne                                                          | Yannick Moreau                                                               | 5                                                                            | 57953                                                                        | 172.10                                                                       | 336,70                                                                       | Les Sables-d'Olonne                                                          |
| Vendée                                                                       | Pays de Saint-Gilles-Croix-de-Vie Agglomération                              | 200023778                                                                    | 01/01/2022                                                                   | Givrand                                                                      | François Blanchet                                                            | 14                                                                           | 52407                                                                        | 292.20                                                                       | 179,30                                                                       | Saint-Hilaire-de-Riez, Saint-Gilles-Croix-de-Vie                             |
| Vendée                                                                       | Terres de Montaigu, communauté d'agglomération                               | 200070233                                                                    | 01/01/2022                                                                   | Montaigu-Vendée                                                              | Antoine Chéreau                                                              | 10                                                                           | 50547                                                                        | 379.30                                                                       | 133,26                                                                       | Montaigu-Vendée                                                              |
| Loire-Atlantique / Morbihan                                                  | Communauté d'agglomération de la Presqu'île de Guérande Atlantique           | 244400610                                                                    | 30/12/2002                                                                   | La Baule-Escoublac                                                           | Yves Métaireau                                                               | 15                                                                           | 76565                                                                        | 386.10                                                                       | 198,30                                                                       | La Baule-Escoublac, Guérande                                                 |

Anciennes
- transformée en CU : Communauté d'agglomération d'Angers Loire Métropole (2001-2016)

- absorbée par une nouvelle CA :
  - CA de Saumur Loire Développement (2001-2017)
  - CA du Choletais (2001-2017)

## Provence-Alpes-Côte d'Azur
| Dep. | Nom                                                                                    | N°SIREN                                                                                | Date création                                                                          | Siège                                                                                  | Président                                                                              | Nb com.                                                                                | Pop. (2021)                                                                            | Superficie (km2)                                                                       | Densité (hab./km2)                                                                     | Principale(s) ville(s)                                                                 |
| Intercommunalités intégralement situées dans la région Provence-Alpes-Côte d'Azur (15)                         | Intercommunalités intégralement situées dans la région Provence-Alpes-Côte d'Azur (15) | Intercommunalités intégralement situées dans la région Provence-Alpes-Côte d'Azur (15) | Intercommunalités intégralement situées dans la région Provence-Alpes-Côte d'Azur (15) | Intercommunalités intégralement situées dans la région Provence-Alpes-Côte d'Azur (15) | Intercommunalités intégralement situées dans la région Provence-Alpes-Côte d'Azur (15) | Intercommunalités intégralement situées dans la région Provence-Alpes-Côte d'Azur (15) | Intercommunalités intégralement situées dans la région Provence-Alpes-Côte d'Azur (15) | Intercommunalités intégralement situées dans la région Provence-Alpes-Côte d'Azur (15) | Intercommunalités intégralement situées dans la région Provence-Alpes-Côte d'Azur (15) | Intercommunalités intégralement situées dans la région Provence-Alpes-Côte d'Azur (15) |
| --- | -------------------------------------------------------------------------------------- | -------------------------------------------------------------------------------------- | -------------------------------------------------------------------------------------- | -------------------------------------------------------------------------------------- | -------------------------------------------------------------------------------------- | -------------------------------------------------------------------------------------- | -------------------------------------------------------------------------------------- | -------------------------------------------------------------------------------------- | -------------------------------------------------------------------------------------- | -------------------------------------------------------------------------------------- |
| Alpes-de-Haute-Provence                                                                                        | Provence-Alpes Agglomération                                                           | 200067437                                                                              | 01/01/2017                                                                             | Digne-les-Bains                                                                        | Patricia Granet-Brunello                                                               | 46                                                                                     | 48136                                                                                  | 1574.0                                                                                 | 30,60                                                                                  | Digne-les-Bains                                                                        |
| Hautes-Alpes                                                                                                   | CA Gap-Tallard-Durance                                                                 | 200067825                                                                              | 01/01/2017                                                                             | Gap                                                                                    | Roger Didier                                                                           | 17                                                                                     | 50561                                                                                  | 351.40                                                                                 | 143,90                                                                                 | Gap                                                                                    |
| Alpes-Maritimes                                                                                                | CA de Sophia Antipolis                                                                 | 240600585                                                                              | 01/01/2002                                                                             | Antibes                                                                                | Jean Leonetti                                                                          | 24                                                                                     | 181763                                                                                 | 482.80                                                                                 | 376,50                                                                                 | Antibes                                                                                |
| Alpes-Maritimes                                                                                                | CA du Pays de Grasse                                                                   | 200039857                                                                              | 01/01/2014                                                                             | Grasse                                                                                 | Jérôme Viaud                                                                           | 23                                                                                     | 100534                                                                                 | 489.90                                                                                 | 205,20                                                                                 | Grasse                                                                                 |
| Alpes-Maritimes                                                                                                | CA Cannes Pays de Lérins                                                               | 200039915                                                                              | 01/01/2014                                                                             | Cannes                                                                                 | David Lisnard                                                                          | 5                                                                                      | 157452                                                                                 | 94.80                                                                                  | 1 660,40                                                                               | Cannes                                                                                 |
| Alpes-Maritimes                                                                                                | CA de la Riviera française                                                             | 240600551                                                                              | 01/01/2002                                                                             | Menton                                                                                 | Patrick Césari                                                                         | 15                                                                                     | 72609                                                                                  | 660.10                                                                                 | 110,0                                                                                  | Menton                                                                                 |
| Bouches-du-Rhône                                                                                               | CA Arles-Crau-Camargue-Montagnette                                                     | 241300417                                                                              | 04/12/2003                                                                             | Arles                                                                                  | Claude Vulpian                                                                         | 6                                                                                      | 83429                                                                                  | 1445.80                                                                                | 57,70                                                                                  | Arles                                                                                  |
| Bouches-du-Rhône                                                                                               | Terre de Provence agglomération                                                        | 200035087                                                                              | 24/12/1996                                                                             | Eyragues                                                                               | Bernard Reynès                                                                         | 13                                                                                     | 60434                                                                                  | 265.90                                                                                 | 227,30                                                                                 | Châteaurenard                                                                          |
| Var | CA dracénoise                                                                          | 248300493                                                                              | 31/10/2000                                                                             | Draguignan                                                                             | Olivier Audibert-Troin                                                                 | 19                                                                                     | 110632                                                                                 | 914.70                                                                                 | 120,90                                                                                 | Draguignan                                                                             |
| Var | CA Sud Sainte Baume                                                                    | 248300394                                                                              | 01/01/2002 (CC) 01/01/2015 (CA)                                                        | Le Castellet                                                                           | Ferdinand Bernhard                                                                     | 9                                                                                      | 64093                                                                                  | 355.60                                                                                 | 180,20                                                                                 | Sanary-sur-Mer, Saint-Cyr-sur-Mer                                                      |
| Var | CA Var Estérel Méditerranée                                                            | 200035319                                                                              | 01/01/2013                                                                             | Saint-Raphaël                                                                          | Roland Bertora                                                                         | 5                                                                                      | 118468                                                                                 | 347.10                                                                                 | 341,30                                                                                 | Fréjus, Saint-Raphaël                                                                  |
| Var | CA de la Provence Verte                                                                | 200068104                                                                              | 01/01/2017                                                                             | Brignoles                                                                              | Didier Bremond                                                                         | 28                                                                                     | 101989                                                                                 | 947.50                                                                                 | 107,60                                                                                 | Brignoles, Saint-Maximin-la-Sainte-Baume                                               |
| Vaucluse | CA Ventoux-Comtat Venaissin                                                            | 248400053                                                                              | 01/01/2003                                                                             | Carpentras                                                                             | Francis Adolphe                                                                        | 25                                                                                     | 71956                                                                                  | 511.60                                                                                 | 140,70                                                                                 | Carpentras                                                                             |
| Vaucluse | CA Luberon Monts de Vaucluse                                                           | 200040442                                                                              | 01/01/2017                                                                             | Cavaillon                                                                              | Gérard Daudet                                                                          | 16                                                                                     | 55007                                                                                  | 356.40                                                                                 | 154,40                                                                                 | Cavaillon                                                                              |
| Alpes-de-Haute-Provence / Var                                                                                  | CA Durance Luberon Verdon                                                              | 200034700                                                                              | 01/01/2013                                                                             | Manosque                                                                               | Bernard Jeammet-Péralta                                                                | 26                                                                                     | 63462                                                                                  | 838.50                                                                                 | 75,70                                                                                  | Manosque                                                                               |
| Intercommunalités partiellement situées en Occitanie dont le siège est situé en Provence-Alpes-Côte d'Azur (1) |                                                                                        |                                                                                        |                                                                                        |                                                                                        |                                                                                        |                                                                                        |                                                                                        |                                                                                        |                                                                                        |                                                                                        |
| Vaucluse / Gard                                                                                                | CA du Grand Avignon                                                                    | 248400251                                                                              | 31/12/2000                                                                             | Avignon                                                                                | Jean-Marc Roubaud                                                                      | 15                                                                                     | 194858                                                                                 | 302.60                                                                                 | 644,0                                                                                  | Avignon                                                                                |

Anciennes
- absorbées par la Métropole d'Aix-Marseille-Provence : Communauté d’agglomération du Pays d’Aix (2001-2016), Agglopole Provence (2002-2016), Communauté d'agglomération du pays d'Aubagne et de l'Étoile (2007-2016), Communauté d'agglomération du pays de Martigues (2000-2008 : CC ; 2008-2016 : CA)
- transformée en Métropole : Communauté d'agglomération Toulon Provence Méditerranée (2001-2018)
- transformée en CU : Communauté d'agglomération de Nice-Côte d'Azur (2002-2008)
- absorbée par une nouvelle CA :
  - Pôle Azur Provence (1993-2013)
  - Communauté d'agglomération de Fréjus Saint-Raphaël (?-2013)
  - Communauté d'agglomération du Gapençais (2014-2017)

## Département et région d'outre-mer

### Guadeloupe
| Dep.                                                                  | Nom                                                                   | N°SIREN                                                               | Date création                                                         | Siège                                                                 | Président                                                             | Nb com.                                                               | Pop. (2021)                                                           | Superficie (km2)                                                      | Densité (hab./km2)                                                    | Principale(s) ville(s)                                                |
| Intercommunalités intégralement situées dans la région Guadeloupe (5) | Intercommunalités intégralement situées dans la région Guadeloupe (5) | Intercommunalités intégralement situées dans la région Guadeloupe (5) | Intercommunalités intégralement situées dans la région Guadeloupe (5) | Intercommunalités intégralement situées dans la région Guadeloupe (5) | Intercommunalités intégralement situées dans la région Guadeloupe (5) | Intercommunalités intégralement situées dans la région Guadeloupe (5) | Intercommunalités intégralement situées dans la région Guadeloupe (5) | Intercommunalités intégralement situées dans la région Guadeloupe (5) | Intercommunalités intégralement situées dans la région Guadeloupe (5) | Intercommunalités intégralement situées dans la région Guadeloupe (5) |
| --------------------------------------------------------------------- | --------------------------------------------------------------------- | --------------------------------------------------------------------- | --------------------------------------------------------------------- | --------------------------------------------------------------------- | --------------------------------------------------------------------- | --------------------------------------------------------------------- | --------------------------------------------------------------------- | --------------------------------------------------------------------- | --------------------------------------------------------------------- | --------------------------------------------------------------------- |
| Guadeloupe                                                            | CA du Sud Grande-Terre (CAP Excellence)                               | 200018653                                                             | 30/12/2008                                                            | Pointe-à-Pitre                                                        | Éric Jalton                                                           | 3                                                                     | 97513                                                                 | 129.90                                                                | 750,60                                                                | Pointe-à-Pitre                                                        |
| Guadeloupe                                                            | CA du Nord Basse-Terre                                                | 249710062                                                             | 30/12/2010                                                            | Sainte-Rose                                                           | Jocelyn Sapotille                                                     | 6                                                                     | 77877                                                                 | 464.80                                                                | 167,60                                                                | Sainte-Rose                                                           |
| Guadeloupe                                                            | CA du Nord Grande-Terre                                               | 200044691                                                             | 01/01/2014                                                            | Port-Louis                                                            | Gabrielle Louis-Carabin                                               | 5                                                                     | 56372                                                                 | 324.60                                                                | 173,70                                                                | Port-Louis                                                            |
| Guadeloupe                                                            | CA La Riviéra du Levant                                               | 200041507                                                             | 01/01/2014                                                            | Le Gosier                                                             | Jean-Pierre Dupont                                                    | 4                                                                     | 65860                                                                 | 207.60                                                                | 317,20                                                                | Le Gosier, Saint-Anne                                                 |
| Guadeloupe                                                            | CA du Sud Basse-Terre                                                 | 249710070                                                             | 27/01/2001 (CC) 30/12/2011 (CA)                                       | Basse-Terre                                                           | Lucette Michaux-Chevry                                                | 11                                                                    | 76226                                                                 | 343.50                                                                | 221,90                                                                | Basse-Terre                                                           |

### Guyane
| Dep.                                                              | Nom                                                               | N°SIREN                                                           | Date création                                                     | Siège                                                             | Président                                                         | Nb com.                                                           | Pop. (2021)                                                       | Superficie (km2)                                                  | Densité (hab./km2)                                                | Principale(s) ville(s)                                            |
| Intercommunalités intégralement situées dans la région Guyane (1) | Intercommunalités intégralement situées dans la région Guyane (1) | Intercommunalités intégralement situées dans la région Guyane (1) | Intercommunalités intégralement situées dans la région Guyane (1) | Intercommunalités intégralement situées dans la région Guyane (1) | Intercommunalités intégralement situées dans la région Guyane (1) | Intercommunalités intégralement situées dans la région Guyane (1) | Intercommunalités intégralement situées dans la région Guyane (1) | Intercommunalités intégralement situées dans la région Guyane (1) | Intercommunalités intégralement situées dans la région Guyane (1) | Intercommunalités intégralement situées dans la région Guyane (1) |
| ----------------------------------------------------------------- | ----------------------------------------------------------------- | ----------------------------------------------------------------- | ----------------------------------------------------------------- | ----------------------------------------------------------------- | ----------------------------------------------------------------- | ----------------------------------------------------------------- | ----------------------------------------------------------------- | ----------------------------------------------------------------- | ----------------------------------------------------------------- | ----------------------------------------------------------------- |
| Guyane                                                            | CA du Centre Littoral                                             | 249730045                                                         | 09/06/1997 (CC) 01/01/2012 (CA)                                   | Matoury                                                           | Marie-Laure Phinéra-Horth                                         | 6                                                                 | 151103                                                            | 5086.90                                                           | 29,70                                                             | Cayenne                                                           |

### Martinique
| Dep.                                                                  | Nom                                                                   | N°SIREN                                                               | Date création                                                         | Siège                                                                 | Président                                                             | Nb com.                                                               | Pop. (2021)                                                           | Superficie (km2)                                                      | Densité (hab./km2)                                                    | Principale(s) ville(s)                                                |
| Intercommunalités intégralement situées dans la région Martinique (3) | Intercommunalités intégralement situées dans la région Martinique (3) | Intercommunalités intégralement situées dans la région Martinique (3) | Intercommunalités intégralement situées dans la région Martinique (3) | Intercommunalités intégralement situées dans la région Martinique (3) | Intercommunalités intégralement situées dans la région Martinique (3) | Intercommunalités intégralement situées dans la région Martinique (3) | Intercommunalités intégralement situées dans la région Martinique (3) | Intercommunalités intégralement situées dans la région Martinique (3) | Intercommunalités intégralement situées dans la région Martinique (3) | Intercommunalités intégralement situées dans la région Martinique (3) |
| --------------------------------------------------------------------- | --------------------------------------------------------------------- | --------------------------------------------------------------------- | --------------------------------------------------------------------- | --------------------------------------------------------------------- | --------------------------------------------------------------------- | --------------------------------------------------------------------- | --------------------------------------------------------------------- | --------------------------------------------------------------------- | --------------------------------------------------------------------- | --------------------------------------------------------------------- |
| Martinique                                                            | CA du Centre de la Martinique                                         | 249720061                                                             | 01/01/2001                                                            | Fort-de-France                                                        | Luc Louison Clémenté                                                  | 4                                                                     | 150038                                                                | 171.0                                                                 | 877,50                                                                | Fort-de-France                                                        |
| Martinique                                                            | CA de l'espace sud de la Martinique                                   | 249720053                                                             | 30/12/2004                                                            | Rivière-Salée                                                         | André Lesueur                                                         | 12                                                                    | 119693                                                                | 409.10                                                                | 292,54                                                                | Ducos                                                                 |
| Martinique                                                            | CA du Pays Nord Martinique                                            | 200041788                                                             | 01/01/2014                                                            | Le Marigot                                                            | Bruno Nestor-Azérot                                                   | 18                                                                    | 95643                                                                 | 547.90                                                                | 174,60                                                                | Le Robert                                                             |

### Mayotte
| Dep.                                                               | Nom                                                                | N°SIREN                                                            | Date création                                                      | Siège                                                              | Président                                                          | Nb com.                                                            | Pop. (2021)                                                        | Superficie (km2)                                                   | Densité (hab./km2)                                                 | Principale(s) ville(s)                                             |
| Intercommunalités intégralement situées dans la région Mayotte (1) | Intercommunalités intégralement situées dans la région Mayotte (1) | Intercommunalités intégralement situées dans la région Mayotte (1) | Intercommunalités intégralement situées dans la région Mayotte (1) | Intercommunalités intégralement situées dans la région Mayotte (1) | Intercommunalités intégralement situées dans la région Mayotte (1) | Intercommunalités intégralement situées dans la région Mayotte (1) | Intercommunalités intégralement situées dans la région Mayotte (1) | Intercommunalités intégralement situées dans la région Mayotte (1) | Intercommunalités intégralement situées dans la région Mayotte (1) | Intercommunalités intégralement situées dans la région Mayotte (1) |
| ------------------------------------------------------------------ | ------------------------------------------------------------------ | ------------------------------------------------------------------ | ------------------------------------------------------------------ | ------------------------------------------------------------------ | ------------------------------------------------------------------ | ------------------------------------------------------------------ | ------------------------------------------------------------------ | ------------------------------------------------------------------ | ------------------------------------------------------------------ | ------------------------------------------------------------------ |
| Mayotte                                                            | CA de Dembeni-Mamoudzou                                            | 200060457                                                          | 31/12/2015                                                         | Mamoudzou                                                          | Mohamed Majani                                                     | 2                                                                  | 87285                                                              | 80.68                                                              | 1 081,87                                                           | Mamoudzou                                                          |

### La Réunion
| Dep.                                                                  | Nom                                                                   | N°SIREN                                                               | Date création                                                         | Siège                                                                 | Président                                                             | Nb com.                                                               | Pop. (2021)                                                           | Superficie (km2)                                                      | Densité (hab./km2)                                                    | Principale(s) ville(s)                                                |
| Intercommunalités intégralement situées dans la région La Réunion (5) | Intercommunalités intégralement situées dans la région La Réunion (5) | Intercommunalités intégralement situées dans la région La Réunion (5) | Intercommunalités intégralement situées dans la région La Réunion (5) | Intercommunalités intégralement situées dans la région La Réunion (5) | Intercommunalités intégralement situées dans la région La Réunion (5) | Intercommunalités intégralement situées dans la région La Réunion (5) | Intercommunalités intégralement situées dans la région La Réunion (5) | Intercommunalités intégralement situées dans la région La Réunion (5) | Intercommunalités intégralement situées dans la région La Réunion (5) | Intercommunalités intégralement situées dans la région La Réunion (5) |
| --------------------------------------------------------------------- | --------------------------------------------------------------------- | --------------------------------------------------------------------- | --------------------------------------------------------------------- | --------------------------------------------------------------------- | --------------------------------------------------------------------- | --------------------------------------------------------------------- | --------------------------------------------------------------------- | --------------------------------------------------------------------- | --------------------------------------------------------------------- | --------------------------------------------------------------------- |
| La Réunion                                                            | CA du Sud                                                             | 249740085                                                             | 1998 (CC) 01/01/2010 (CA)                                             | Le Tampon                                                             | André Thien Ah Koon                                                   | 4                                                                     | 132929                                                                | 564.70                                                                | 235,40                                                                | Le Tampon                                                             |
| La Réunion                                                            | Communauté intercommunale du Nord de La Réunion                       | 249740119                                                             | 22/10/1997 (CC) 31/12/2000 (CA)                                       | Saint-Denis                                                           | Gérald Maillot                                                        | 3                                                                     | 213402                                                                | 287.80                                                                | 741,40                                                                | Saint-Denis                                                           |
| La Réunion                                                            | Communauté intercommunale Réunion Est                                 | 249740093                                                             | 19/12/1996 (CC) 31/12/2001 (CA)                                       | Saint-Benoît                                                          | Jean-Paul Virapoullé                                                  | 6                                                                     | 127924                                                                | 735.80                                                                | 173,80                                                                | Saint-Benoît                                                          |
| La Réunion                                                            | Territoire de la Côte Ouest                                           | 249740101                                                             | 27/12/1996 (CC) 31/12/2001 (CA)                                       | Le Port                                                               | Joseph Sinimalé                                                       | 5                                                                     | 215613                                                                | 537.20                                                                | 401,40                                                                | Saint-Paul                                                            |
| La Réunion                                                            | Communauté intercommunale des Villes solidaires                       | 249740077                                                             | 24/06/1997 (CC) 31/12/2002 (CA)                                       | Saint-Pierre                                                          | Michel Fontaine                                                       | 6                                                                     | 181289                                                                | 378.10                                                                | 479,40                                                                | Saint-Pierre                                                          |